# Autorail grande capacité
Pour les articles homonymes, voir AGC.
,,
L'automotrice grande capacité, souvent abrégé en AGC, est une famille d'éléments automoteurs articulés construits par Bombardier à Crespin, et circulant en France. Suivant les modèles, l’AGC est à motorisation électrique, autonome, ou bimode (autonome et électrique).
Ce matériel récent (premières mises en service en 2004) a été l’objet d’une commande de 700 unités par la SNCF (qui l’appelle automoteur à grande capacité), mandatée par les régions. La modularité des AGC permet à chaque région de choisir le nombre de caisses (de deux à quatre en théorie, trois ou quatre en pratique) et l’aménagement intérieur (1re classe, espaces bar, porte-skis , etc.) de son matériel.
À la suite d'un contrat signé en novembre 2010 entre Bombardier et Remarul 16 Februarie (en), l’AGC sera également construit sous licence à Cluj, en Roumanie, en vue de fournir à l’avenir les opérateurs ferroviaires de transport de passagers en Roumanie, Bulgarie, Grèce, Croatie, Bosnie et Serbie.
L'AGC représente dans les années 2010 le matériel ferroviaire français le plus important en effectifs. De ce fait, avec un nombre très important d'unités, il marque le paysage ferroviaire français depuis les années 2000.

## Modèles d’AGC
La série comprend plusieurs versions :
- X 76500 : version autonome Diesel-électrique, aussi dénommée XGC ;
- Z 27500 : version électrique bicourant 1 500 V continu et 25 kV 50 Hz alternatif, aussi dénommée ZGC ;
- B 81500 : version bimode, c’est-à-dire à motorisations Diesel et électrique monocourant 1 500 V continu, aussi dénommé BGC ;
- B 82500 : version bimode, comme le B 81500, à motorisations Diesel et électrique bicourant 1 500 V continu et 25 kV 50 Hz alternatif, en version quatre caisses seulement, aussi dénommé BCC ou BiBi.

## Description générale
L’AGC est une rame articulée.
- X 76500 :
  - trois ou quatre caisses

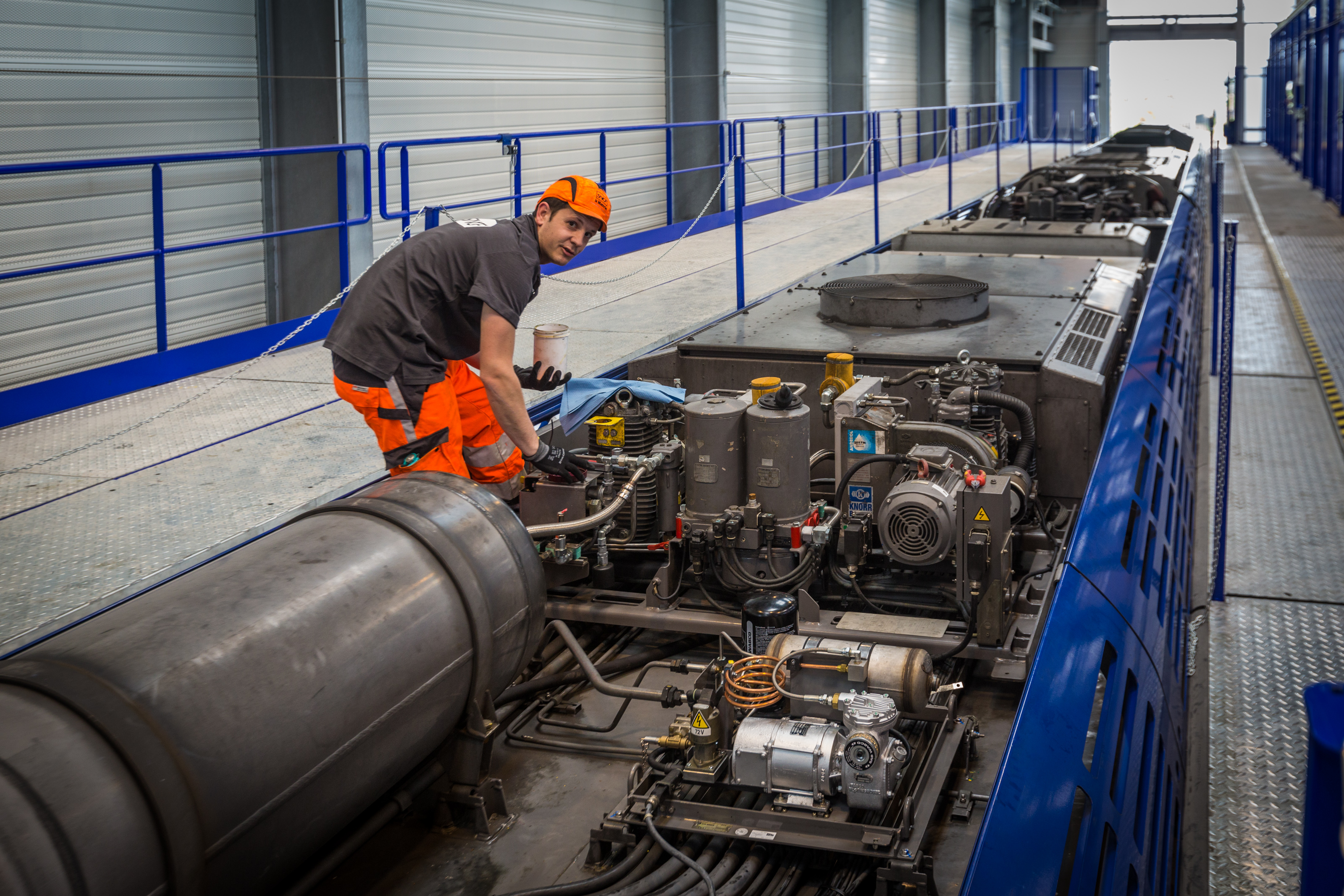
Ligne de toiture du Z 27 879 au technicentre de Mulhouse.

  - sur les motrices, présence de grilles de ventilation des moteurs symétriques sous la baie surélevée près de la porte d’accès voyageurs
  - pas de pantographe sur la remorque
- Z 27500 :
  - trois ou quatre caisses
  - sur les motrices, pas de grilles de ventilation
  - deux pantographes sur la remorque
- B 81500 :
  - trois ou quatre caisses
  - sur les motrices, présence de grilles de ventilation moteurs symétriques sous la baie surélevée près de la porte d’accès voyageurs
  - un pantographe sur la remorque
- B 82500 :
  - obligatoirement quatre caisses
  - sur les motrices, présence de grilles de ventilation moteurs symétriques sous la baie surélevée près de la porte d’accès voyageurs
  - deux pantographes sur la remorque

Les AGC sont couplables en unités multiples jusqu’à trois éléments, à condition de posséder au moins un mode de fonctionnement en commun (BGC avec ZGC sous 1 500 V continu par exemple). La Basse-Normandie et la Lorraine ont acquis des AGC dits « mixtes » permettant de coupler ensemble des XGC (Diesel) et des ZGC (électriques).
L’AGC peut atteindre 160 km/h,.

## Livraisons

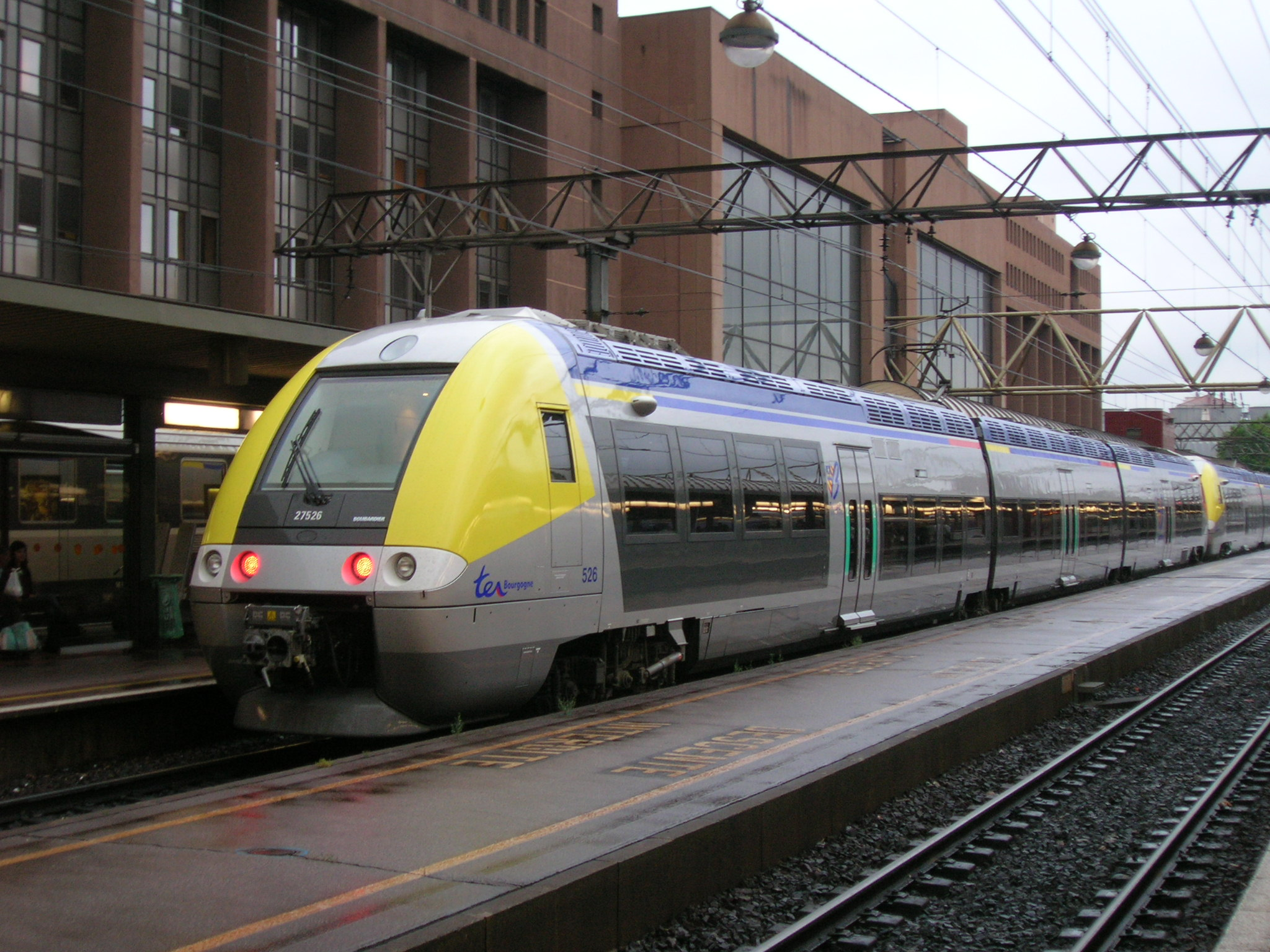
La Z 27525/526 en gare de Lyon-Part-Dieu.

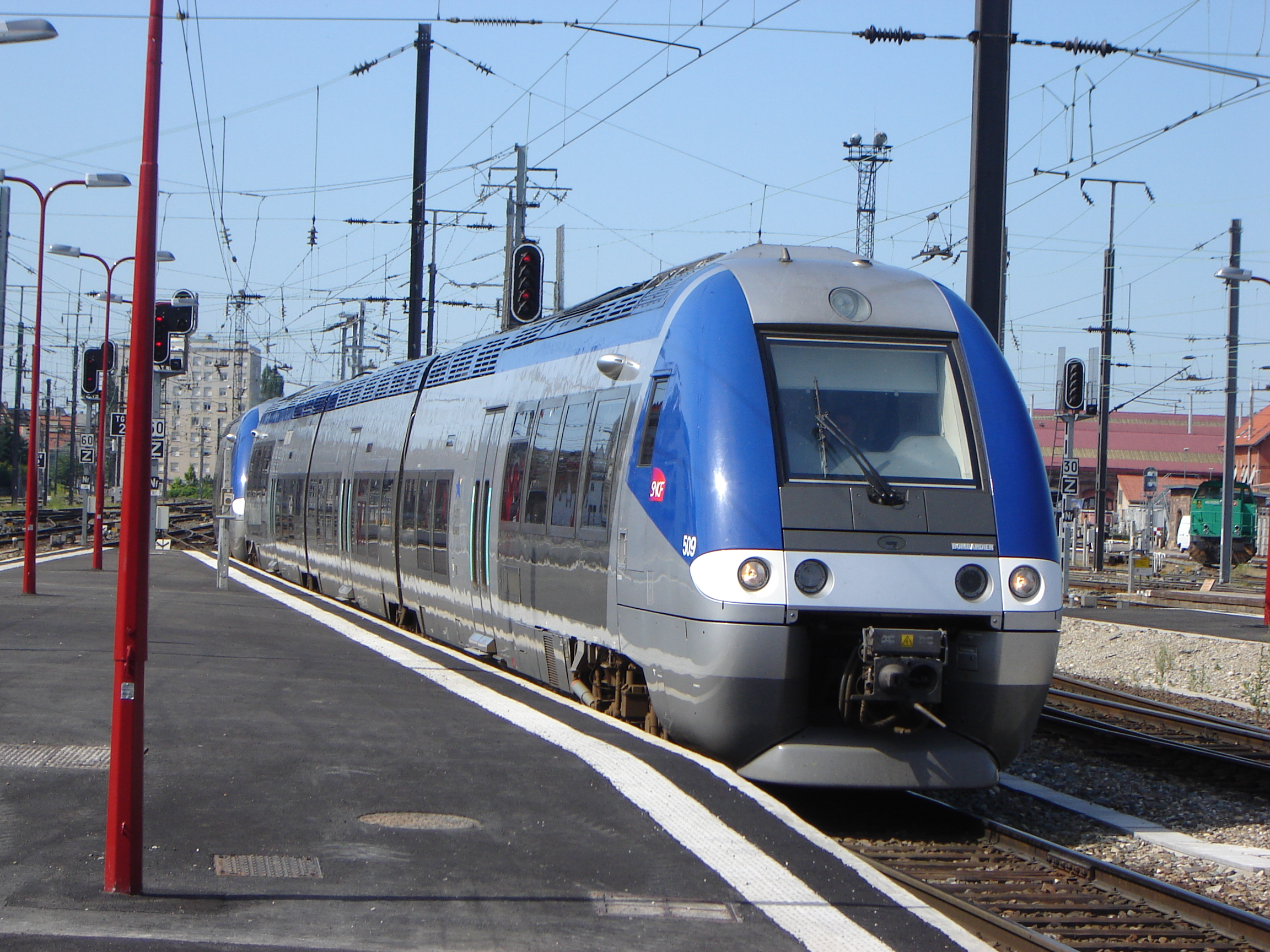
AGC en gare de Strasbourg.

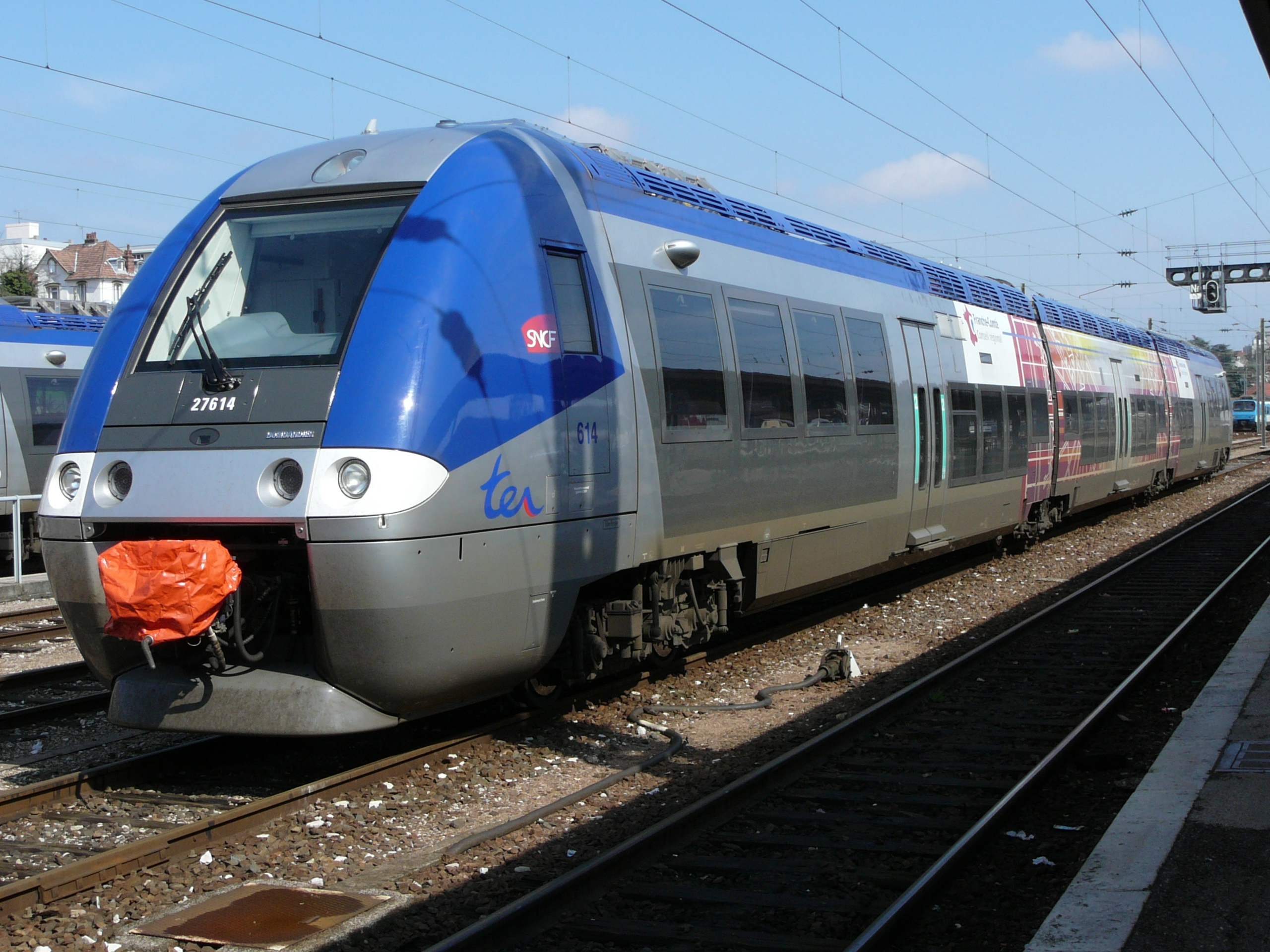
ZGC en gare de Besançon-Viotte.

La première rame livrée le 6 février 2004 est le B 81501/81502 pour la région Midi-Pyrénées et est affectée au dépôt de Toulouse. Un site internet permet une visualisation de l’affectation du matériel en fonction des dépôts.
À la fin de 2006, un peu plus de 200 rames étaient livrées aux régions sur les 700 prévues. Au 14 janvier 2008, 314 rames sont livrées dans les diverses régions, notamment les fameuses BiBi (B 82500) dont les premières rames ont été pour les régions suivantes :
- Champagne-Ardenne ;
- Poitou-Charentes ;
- Île-de-France.

En 2009, les livraisons des Bi-Bi (B 82500) concernent les régions suivantes :
- Rhône-Alpes ;
- Nord-Pas-de-Calais.

Cette liste n’est pas exhaustive, d'autres régions étant intéressées par ce type d'engin.
Fin avril 2008, la moitié de la commande, soit 350 rames, a été livrée.
Le 12 février 2009, 463 rames étaient données « aptes » au service commercial. La 500e a été prévue pour le printemps de cette même année. Le 18 septembre 2009, 539 rames étaient officiellement aptes au service commercial.
C’est le 15 juin 2011 que la 700e et dernière rame est attribuée à la région Nord-Pas-de-Calais, clôturant ainsi les 10 ans de contrat avec Bombardier pour ces rames,.

## Particularités
Les régions Auvergne-Rhône-Alpes, Bourgogne-Franche-Comté et Grand Est utilisent des AGC en service international. Auvergne-Rhône-Alpes utilise des Z 27500 et des B 82500 (depuis le 6 septembre 2009) sur les lignes Lyon-Part-Dieu – Genève-Cornavin et Valence – Grenoble – Chambéry - Challes-les-Eaux – Genève-Cornavin (circulation en Suisse entre La Plaine et Genève-Cornavin). Bourgogne-Franche-Comté utilise des X 76500 et plus occasionnellement des B 81500 entre Besançon-Viotte et La Chaux-de-Fonds (circulation en Suisse entre Le Locle-Col des Roches et La Chaux-de-Fonds). Enfin, Grand Est utilise des Z 27500 entre Mulhouse et Bâle CFF (circulation en Suisse entre Bâle CFF et Bâle-Saint-Jean).
Plusieurs régions sont tentées par le rétrofit électrique (train à batteries BEMU) de leurs matériels AGC bientôt à mi-vie.

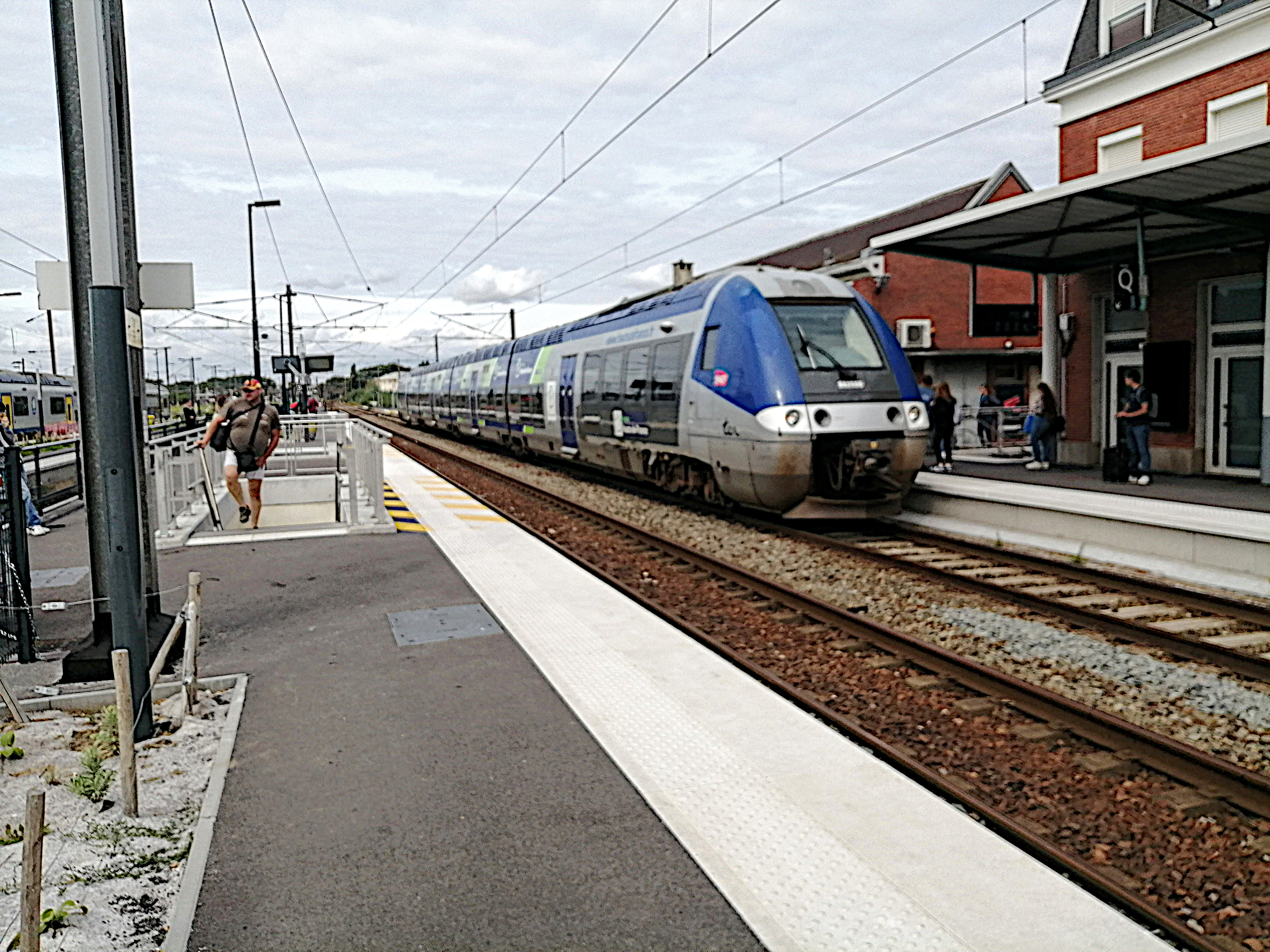
BGC en gare de Béthune.

## Modélisme
La marque LS Models reproduit cette automotrice à l'échelle HO en version Z 27500, X 76500, B 81500 et B 82500 rame à 3 ou 4 voitures.
L’artisan Gillkit l'a reproduit à l'échelle N (1/160).

## Galerie de photographies

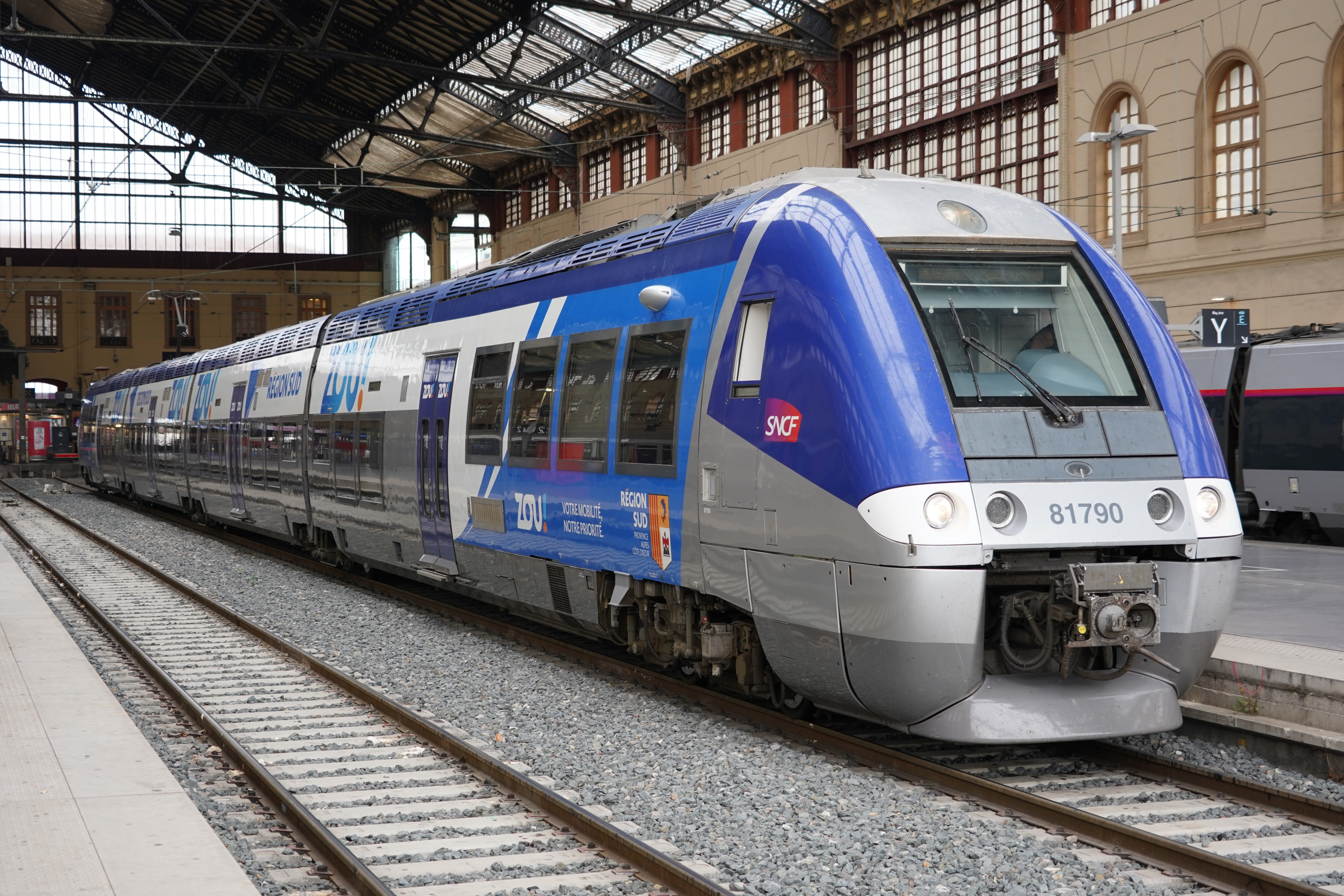
Un B 81500 (BGC) en gare de Marseille-Saint-Charles
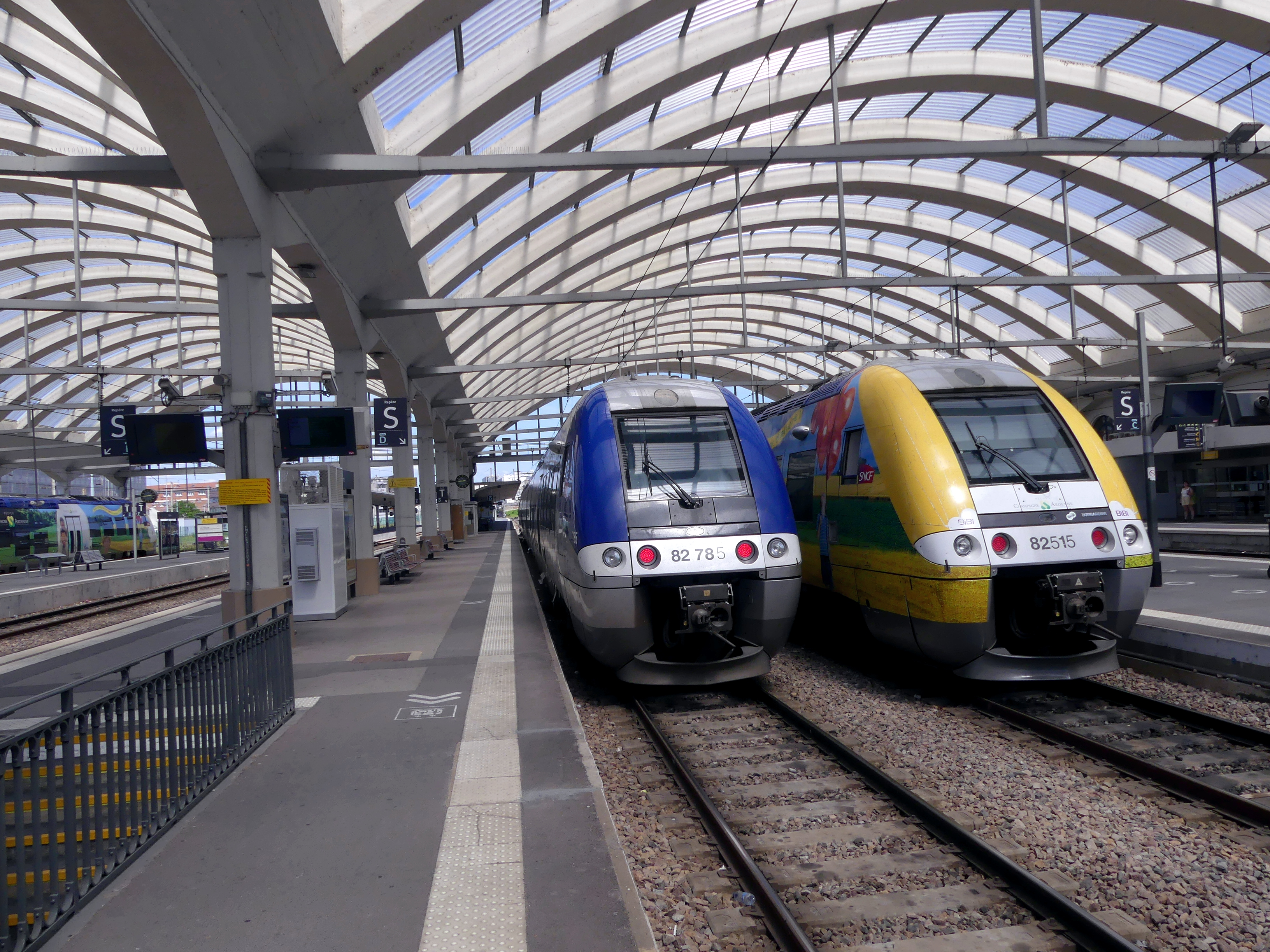
Deux B 82500 (BiBi) en gare de Reims, en juillet 2024
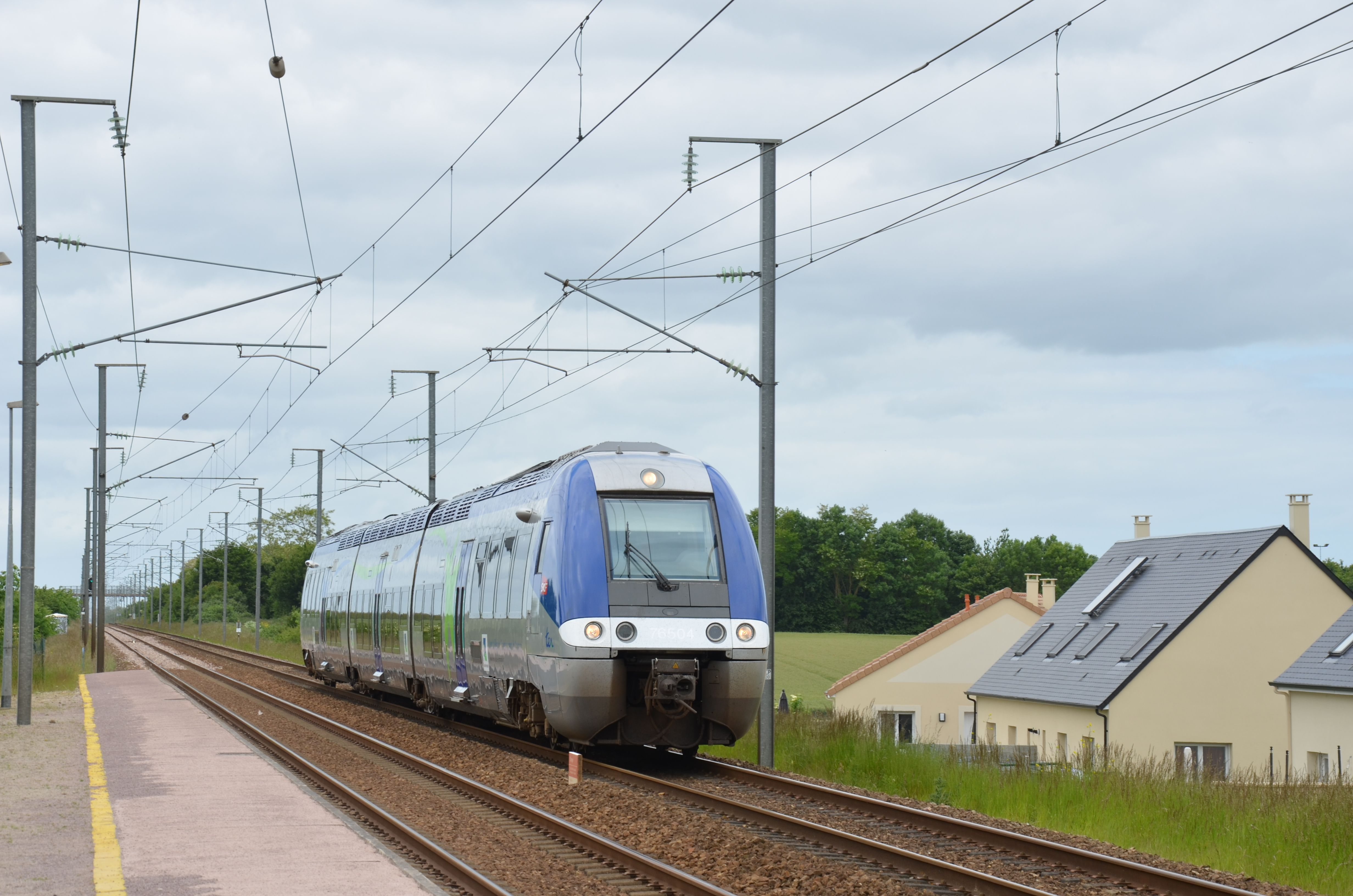
X 76503 (XGC) en gare de Frénouville-Cagny
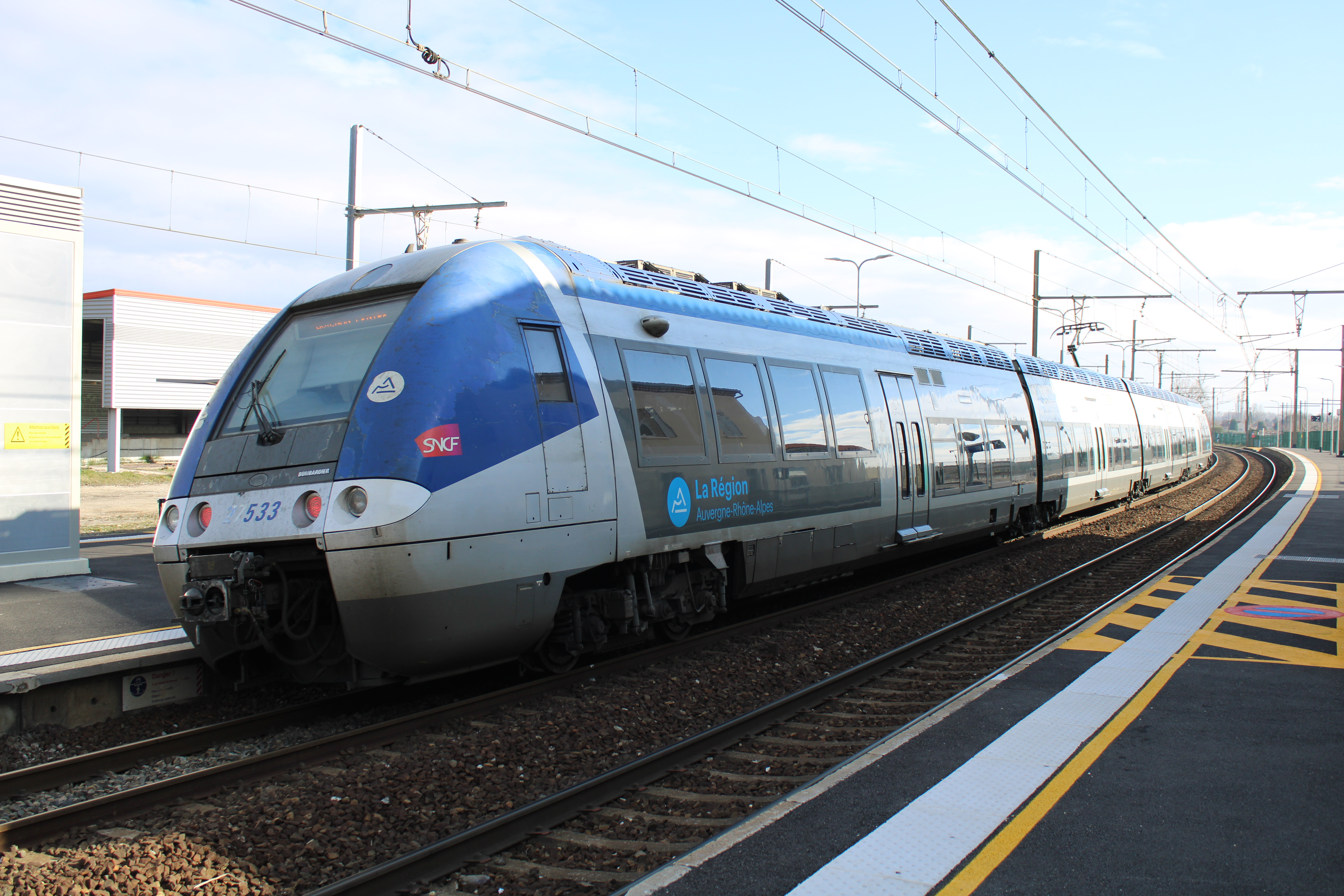
Un Z 27500 (ZGC) en gare d'Orange
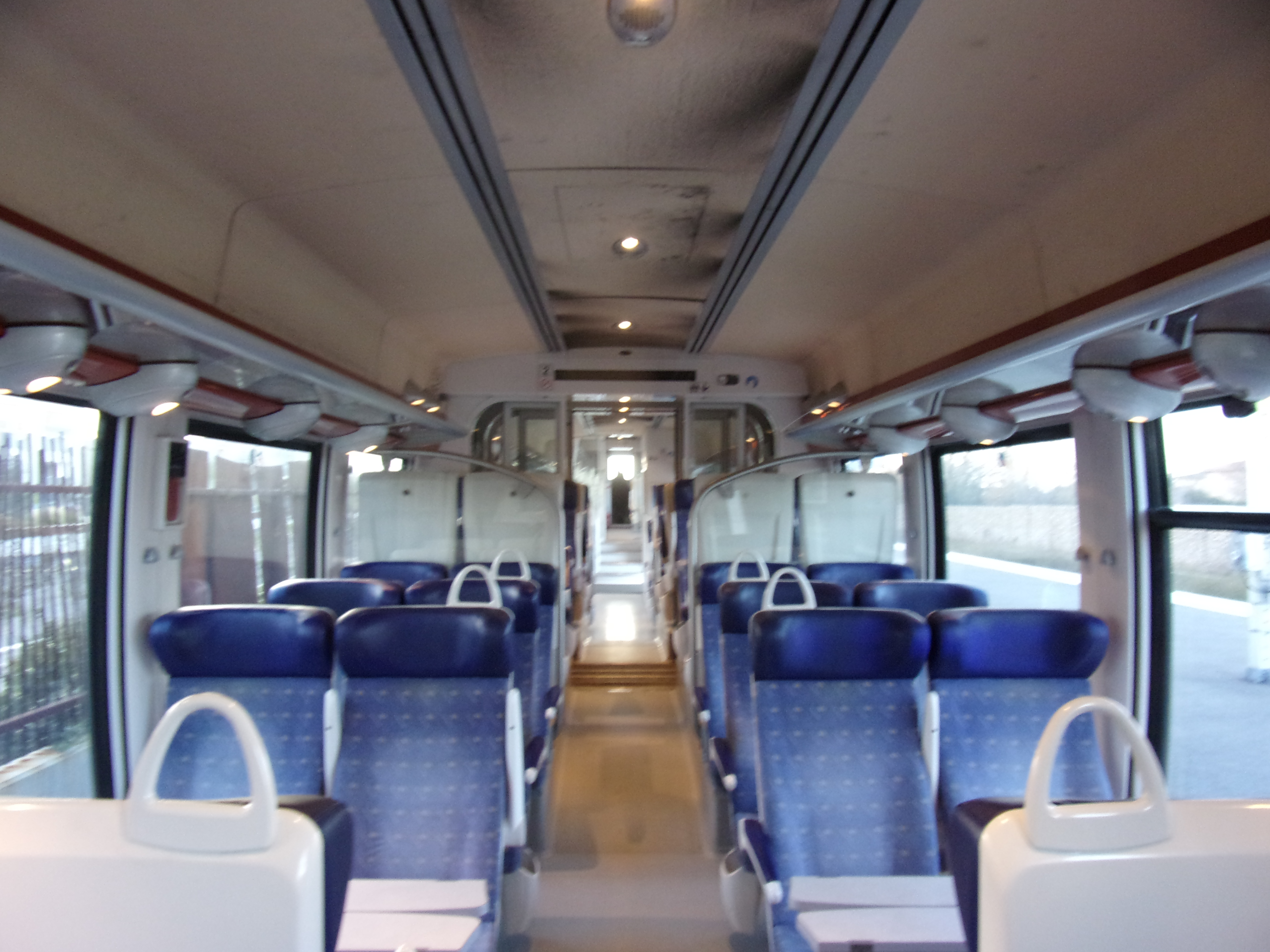
L'intérieur d'un AGC (2ème classe)
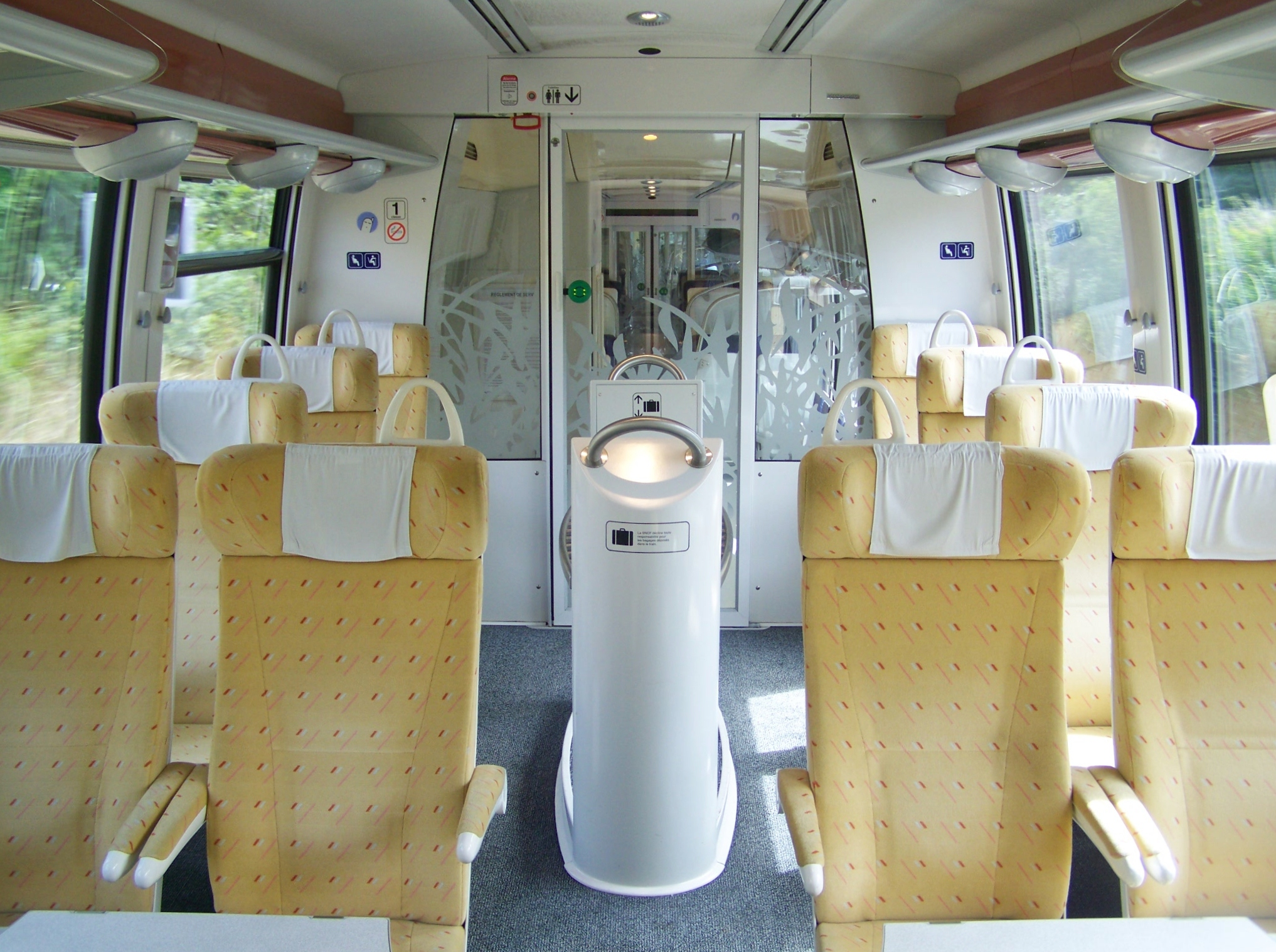
Intérieur d'un ZGC (1ère classe)
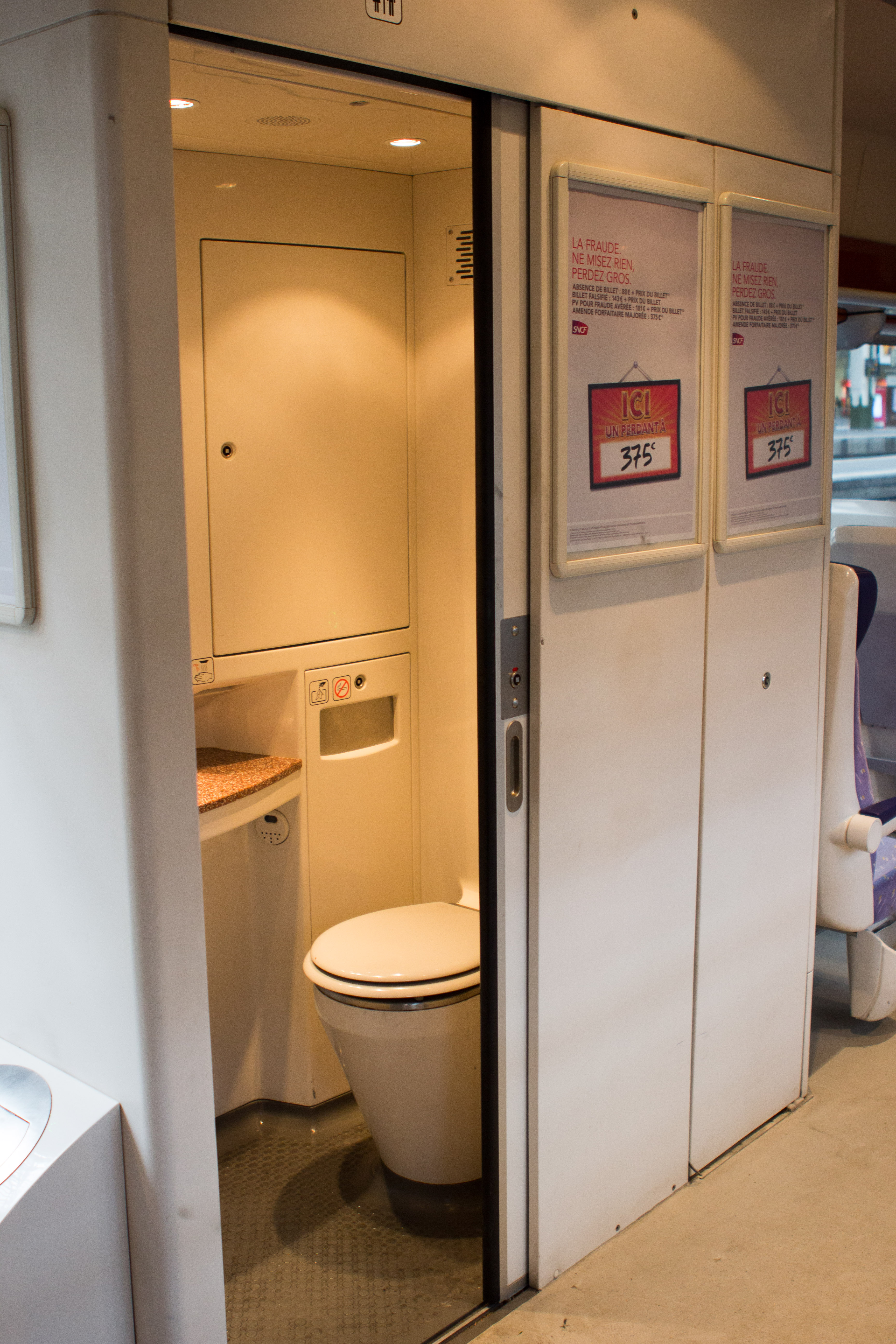
Les toilettes
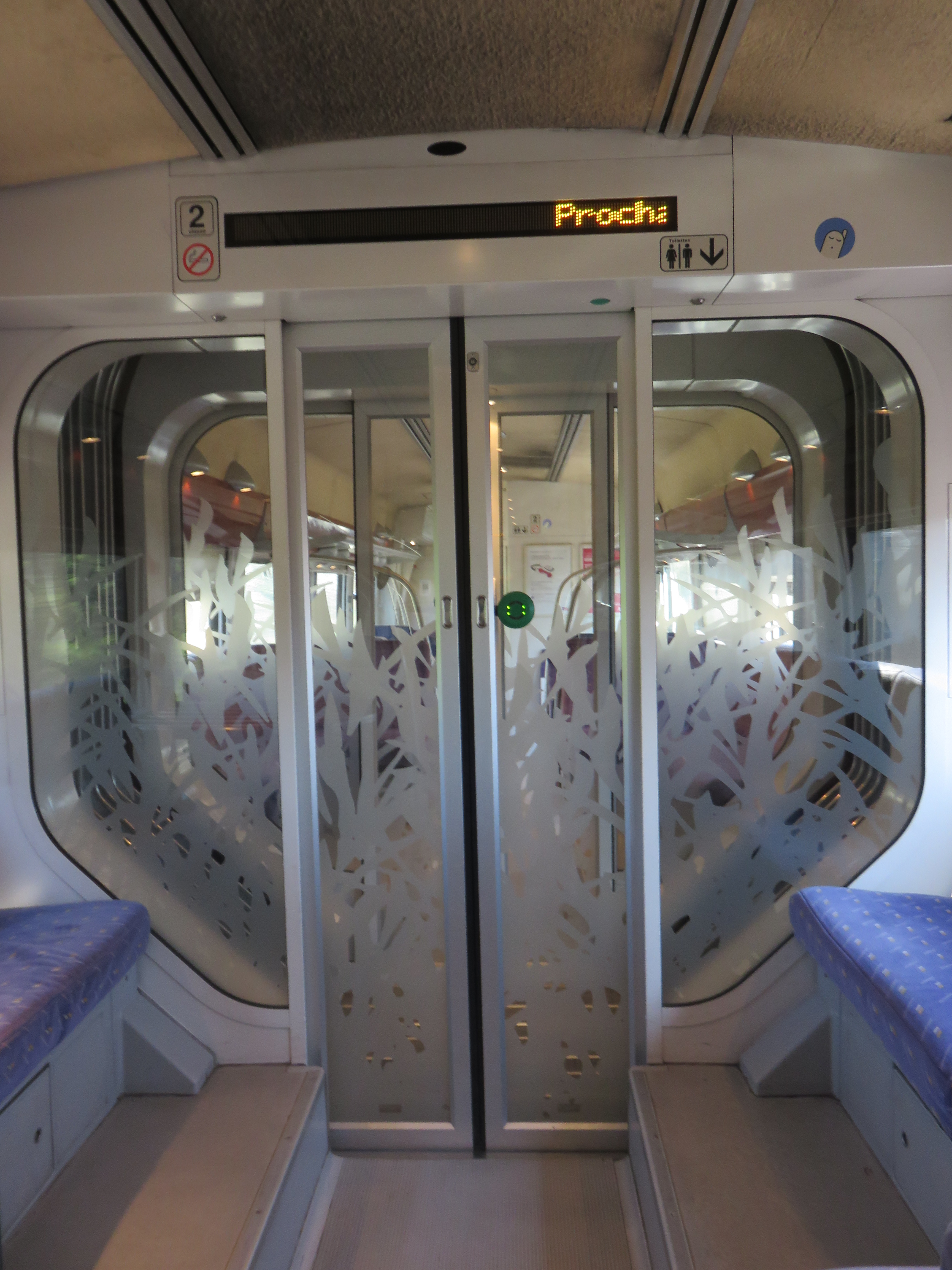
Le passage entre les voitures
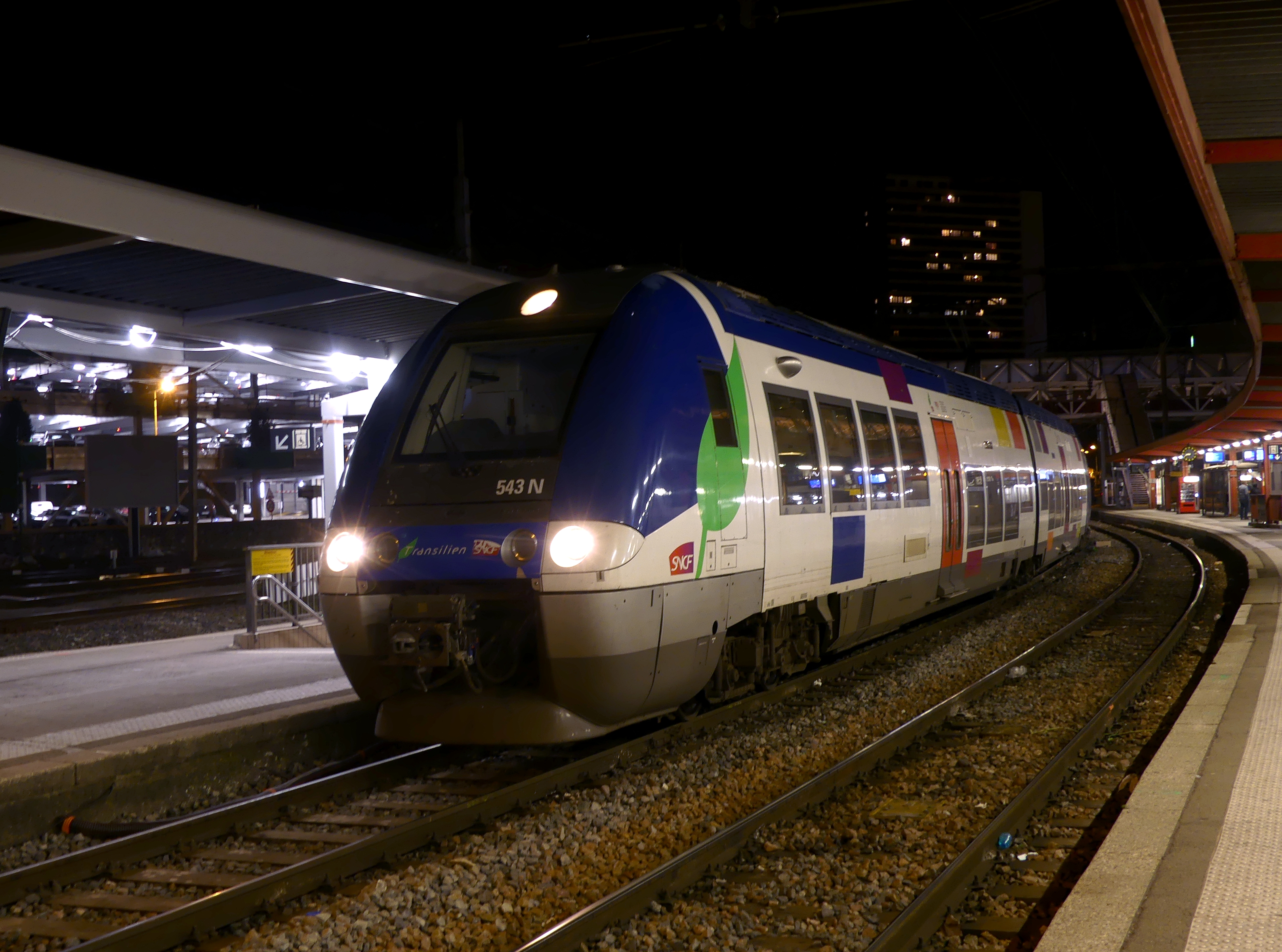
Un B 82500 en livrée Transilien en gare de Chambéry
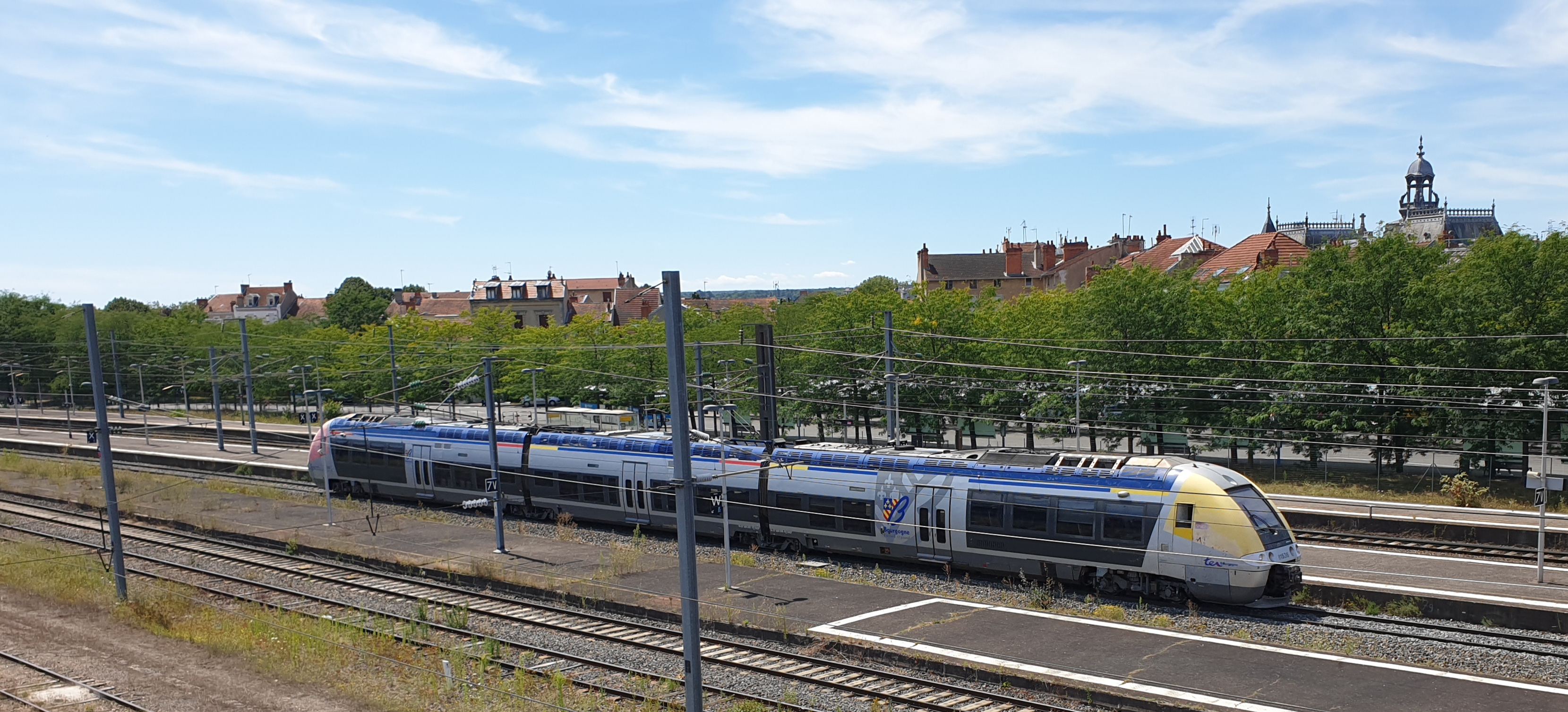
Un AGC en livrée TER Bourgogne
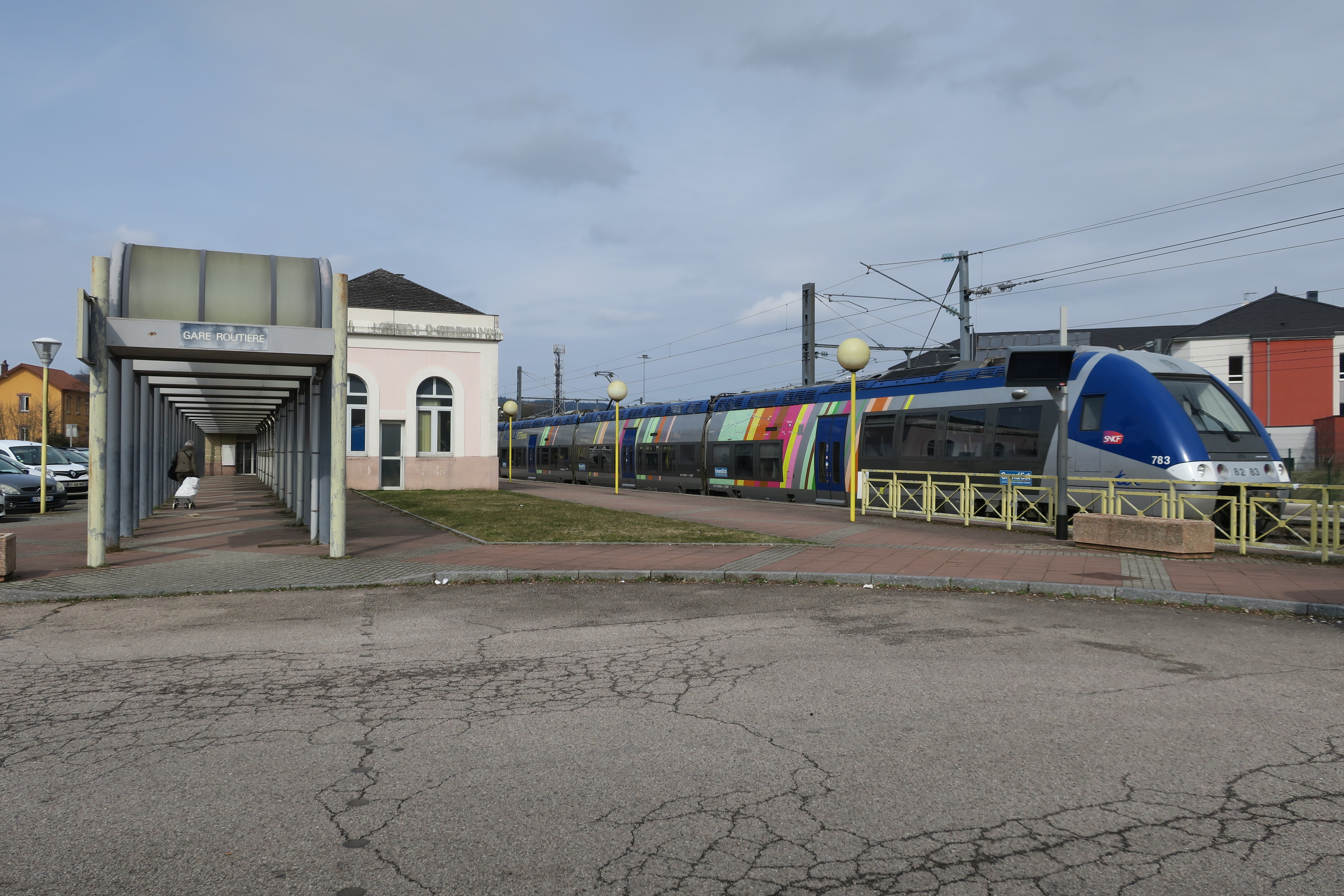
Un AGC en livrée TER Alsace en gare de Remiremont
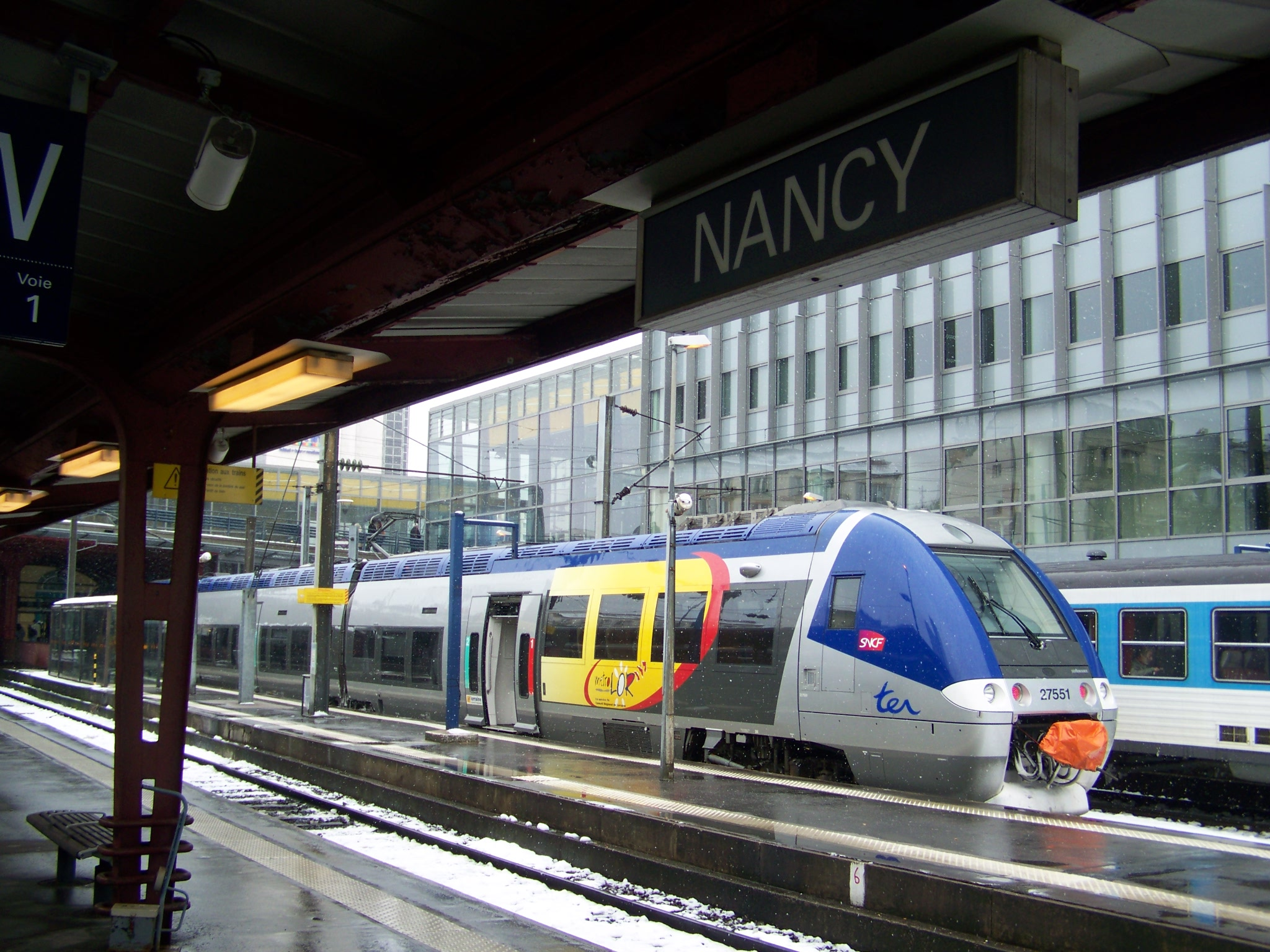
Un AGC en livrée TER Lorraine en gare de Nancy
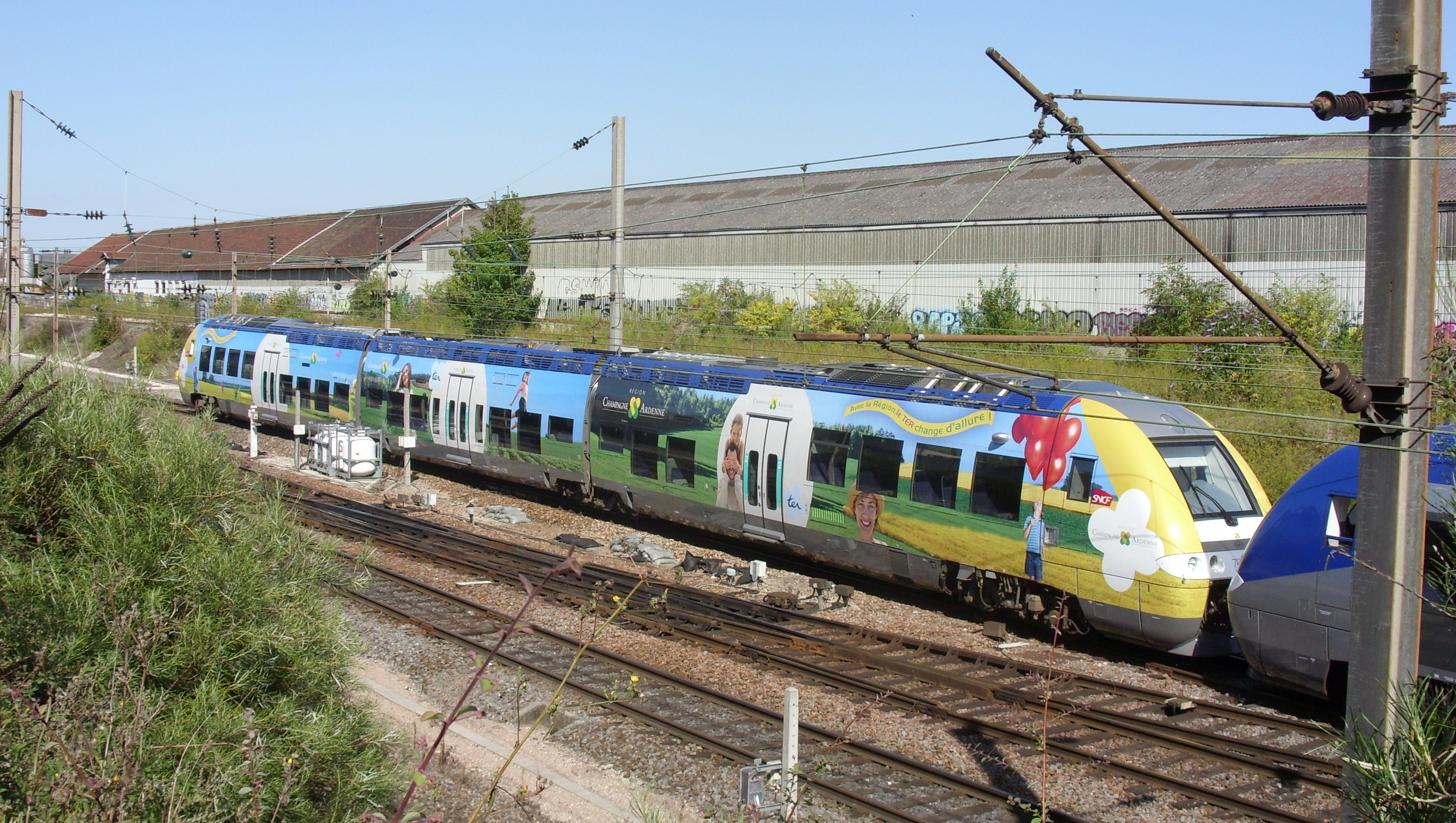
Un AGC en livrée TER Champagne-Ardennes
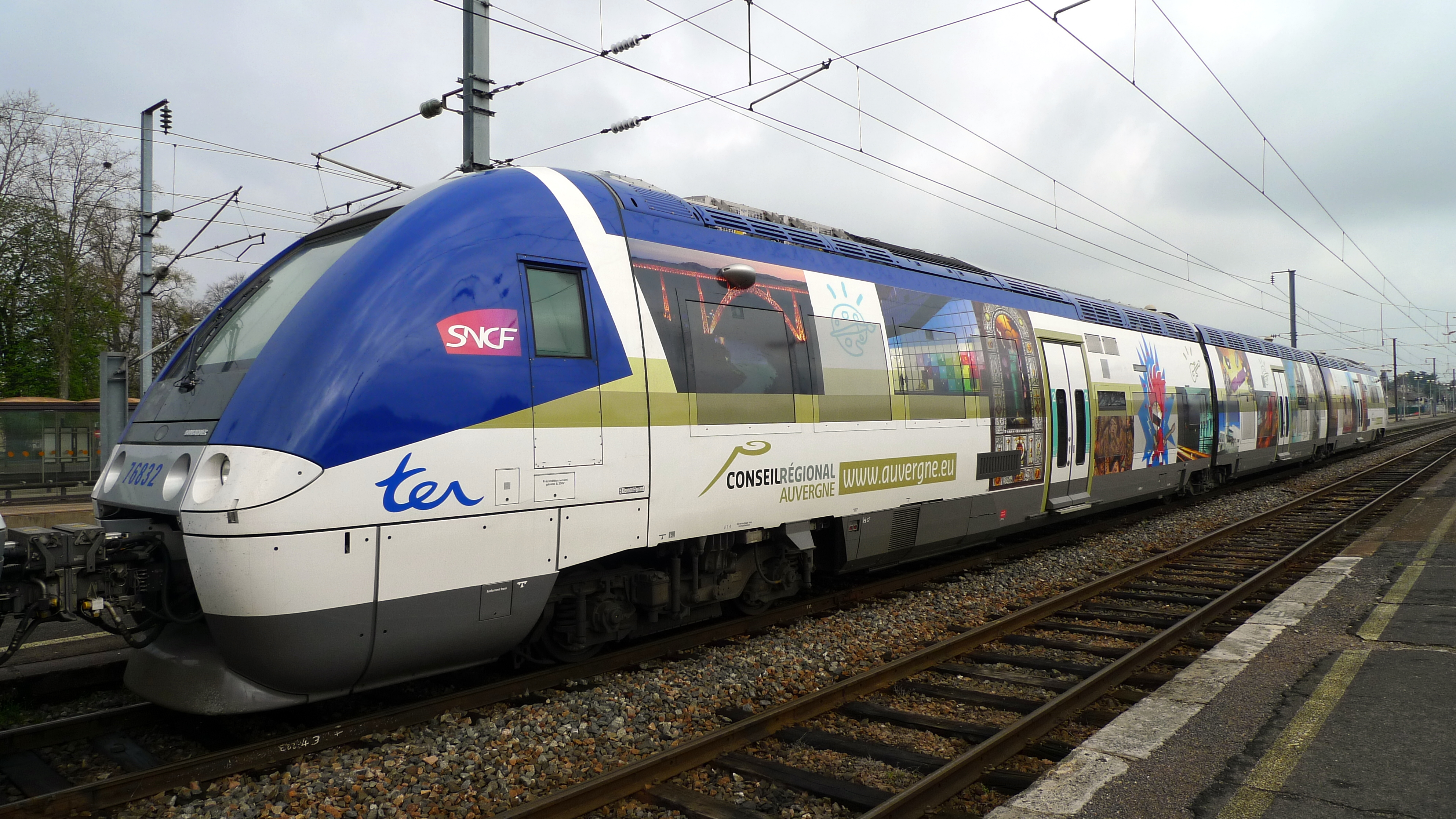
Un X 76500 en livrée TER Auvergne en gare de Moulins
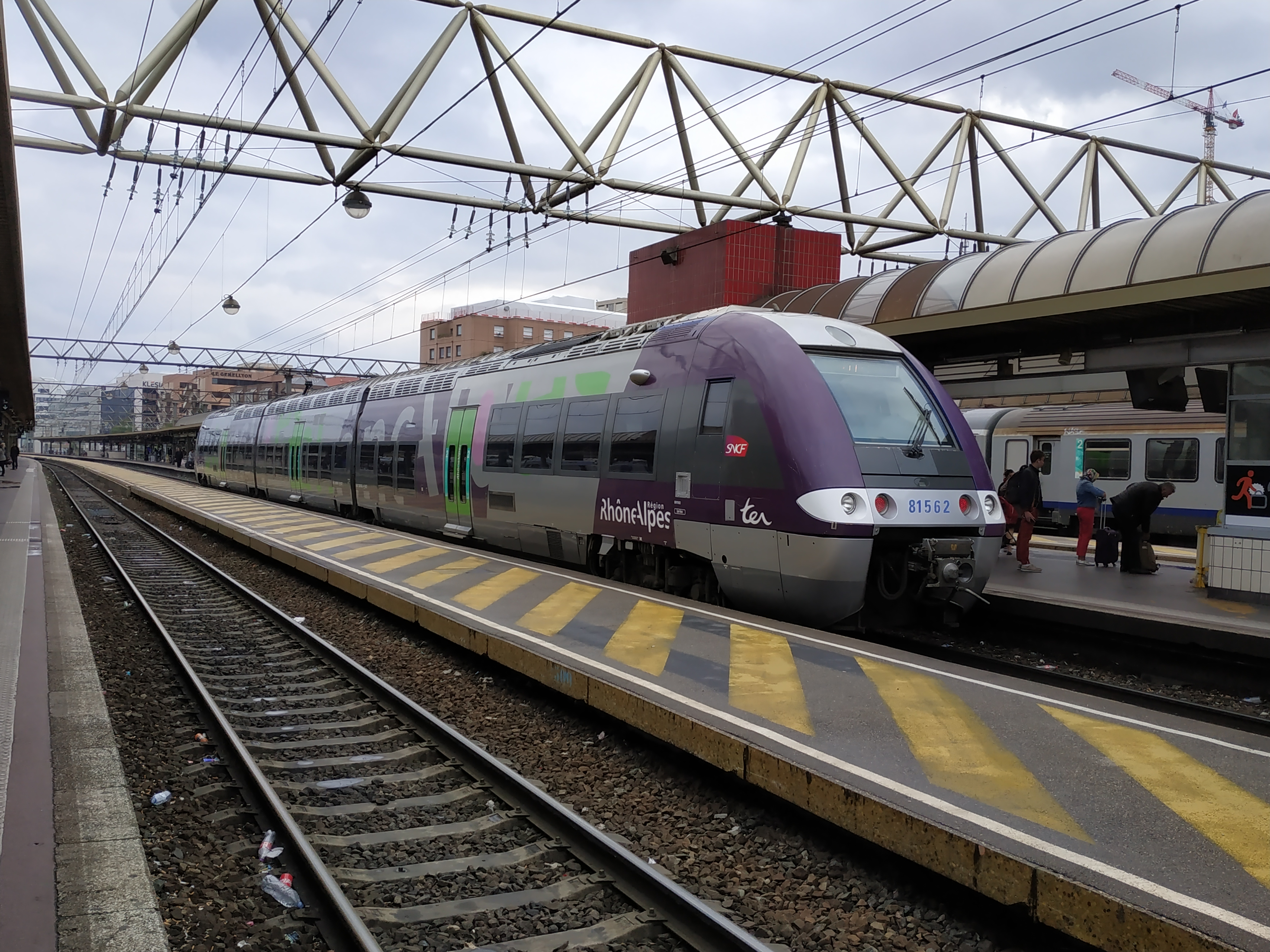
Un AGC en livrée TER Rhône-Alpes en gare de Lyon-Part-Dieu
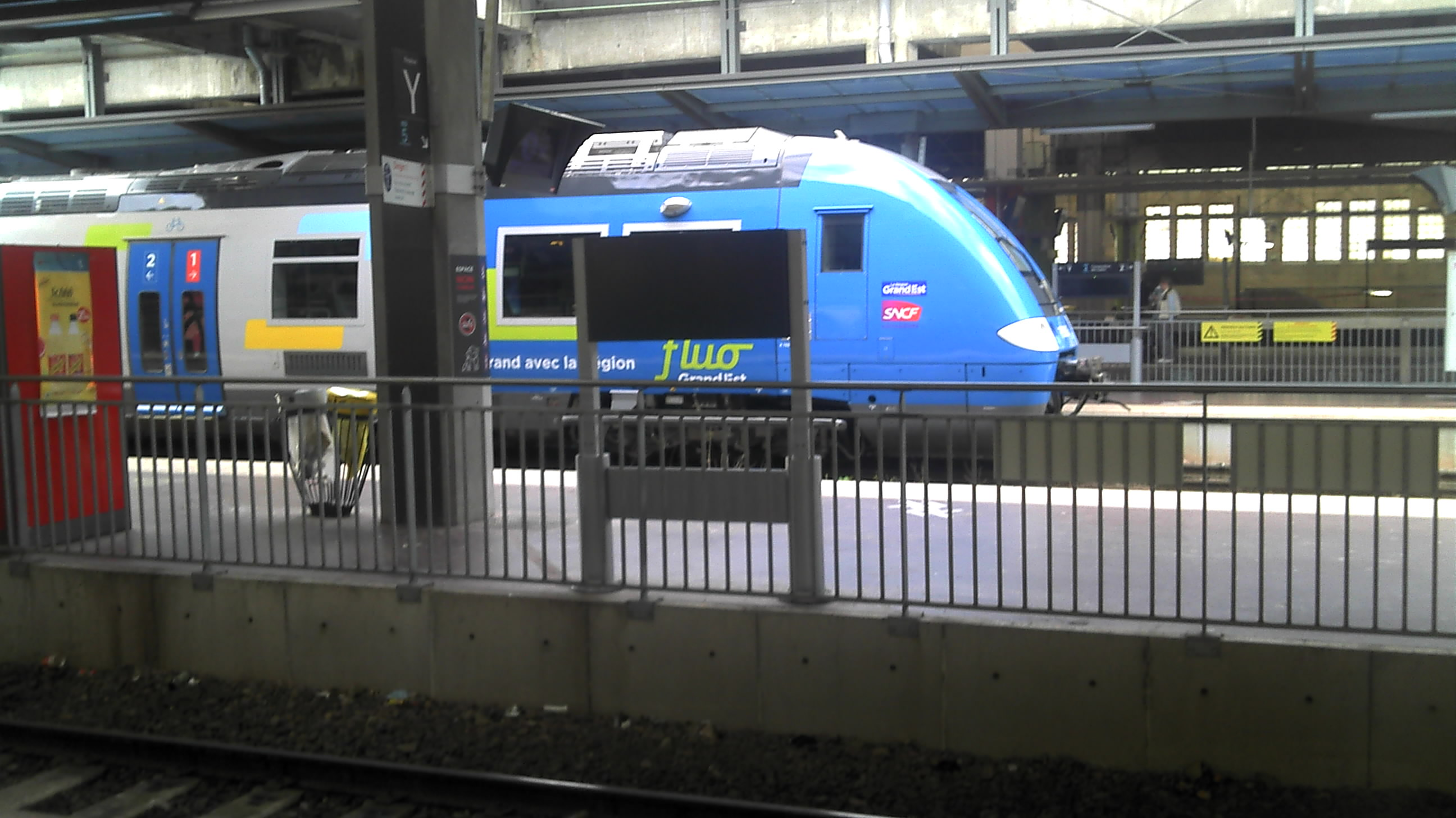
Un AGC en livrée Fluo
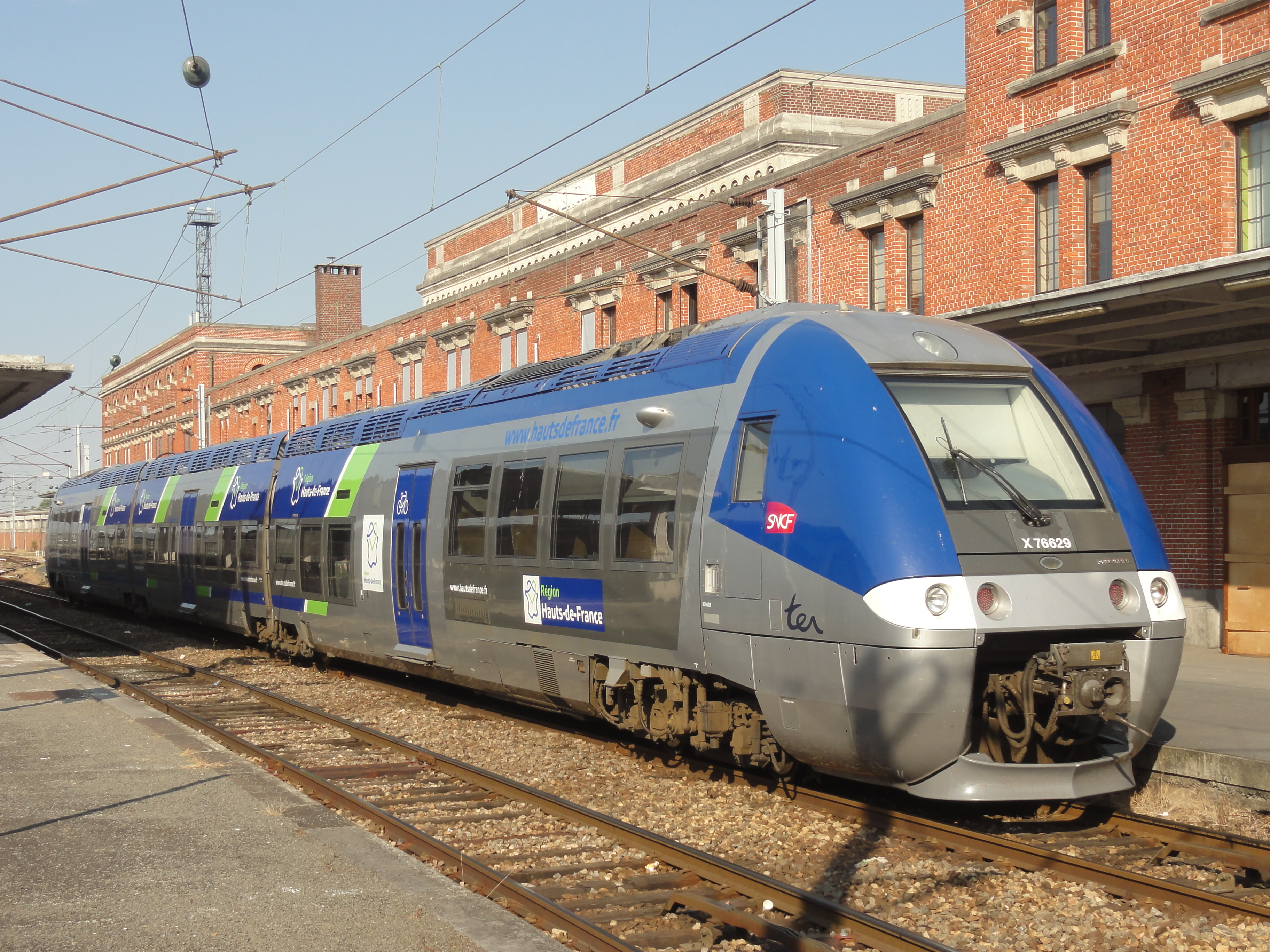
Un AGC en livrée TER Hauts-de-France
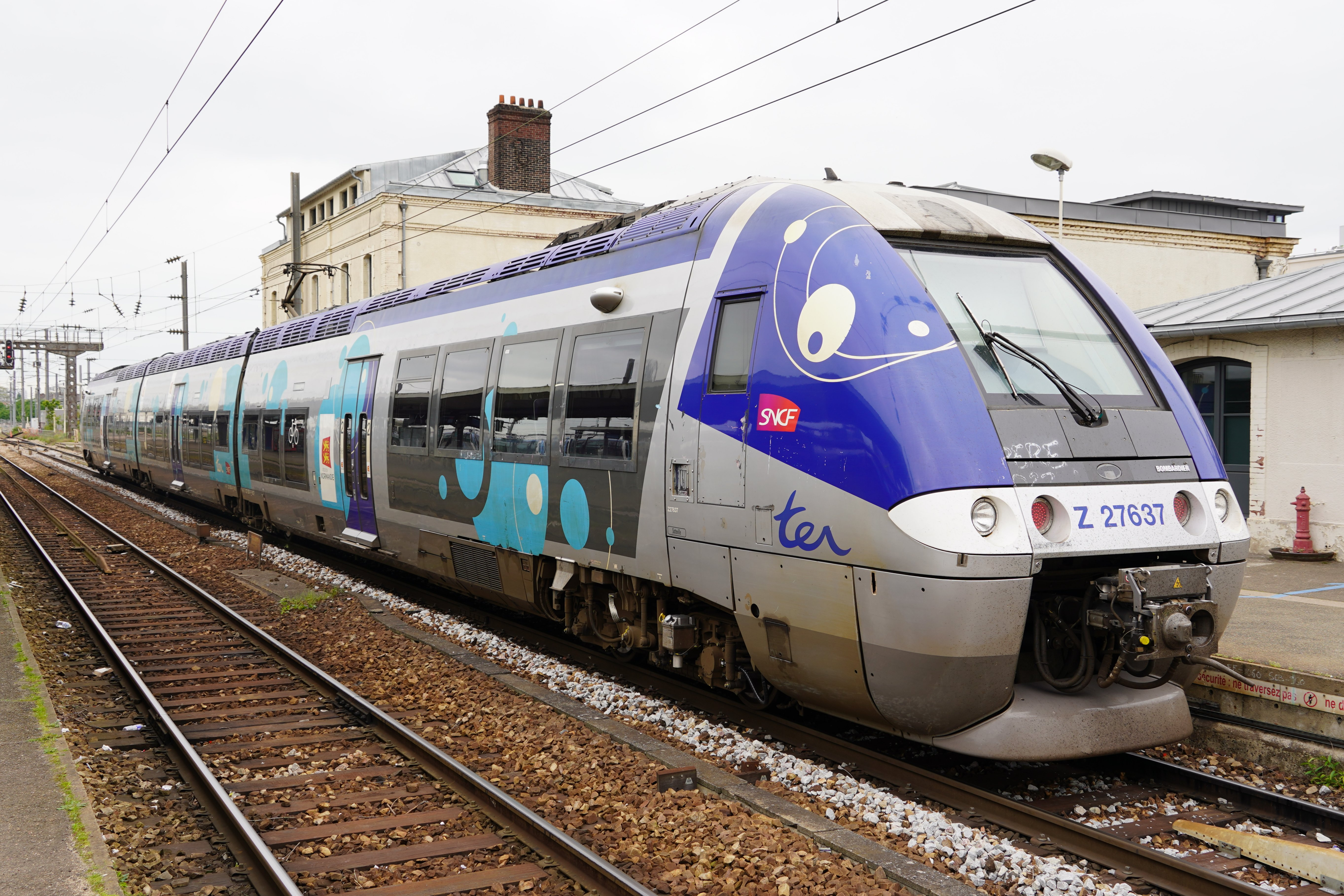
Un Z 27500 en livrée TER Normandie et en gare de Mantes-la-Jolie
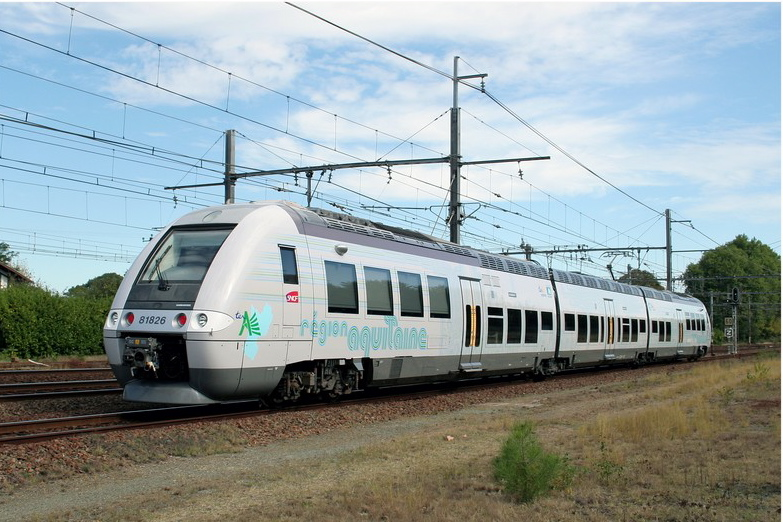
Un AGC en livrée TER Aquitaine
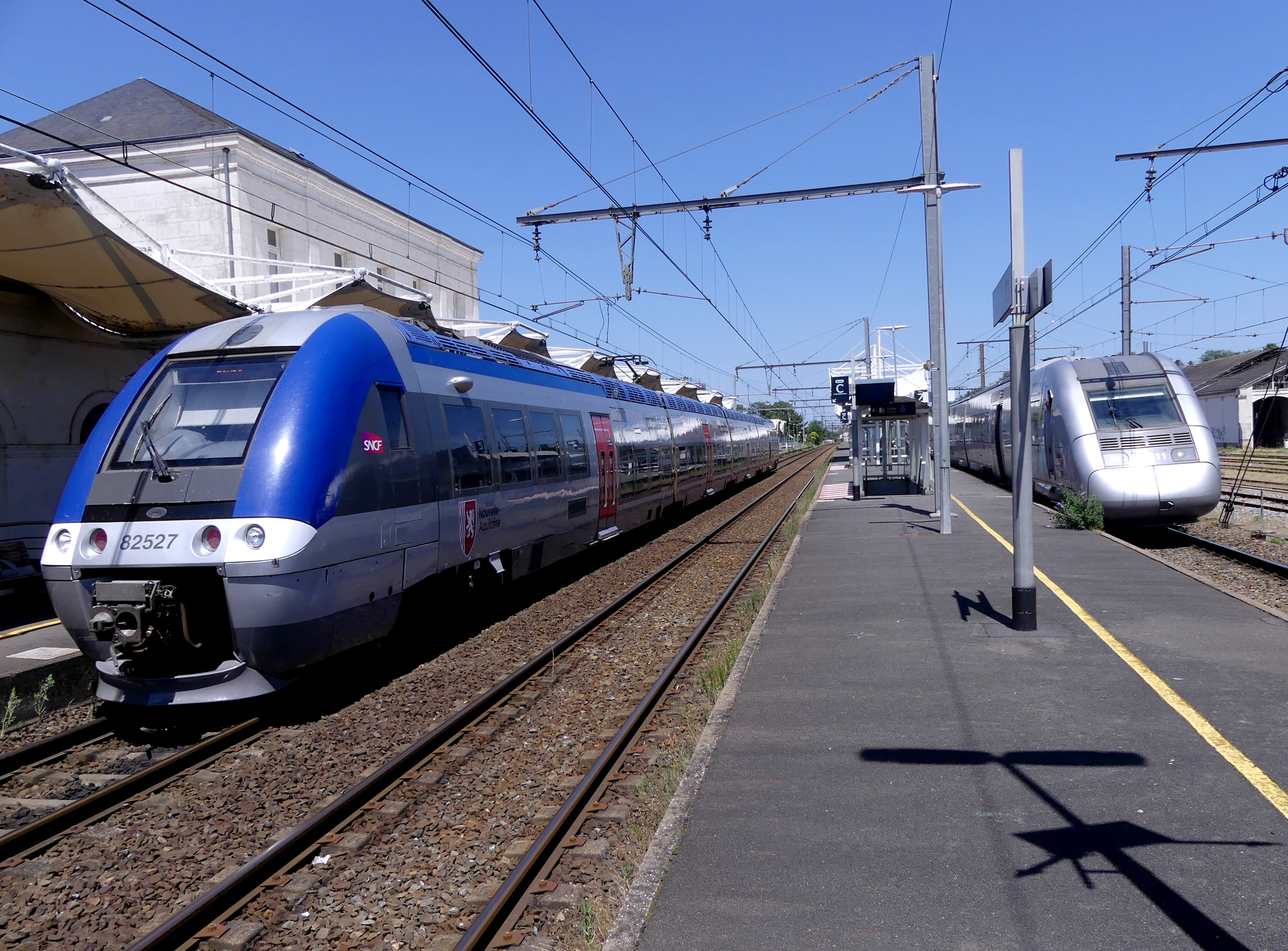
Un AGC et un Z TER en gare de Châtellerault. L'AGC est en livrée Nouvelle-Aquitaine
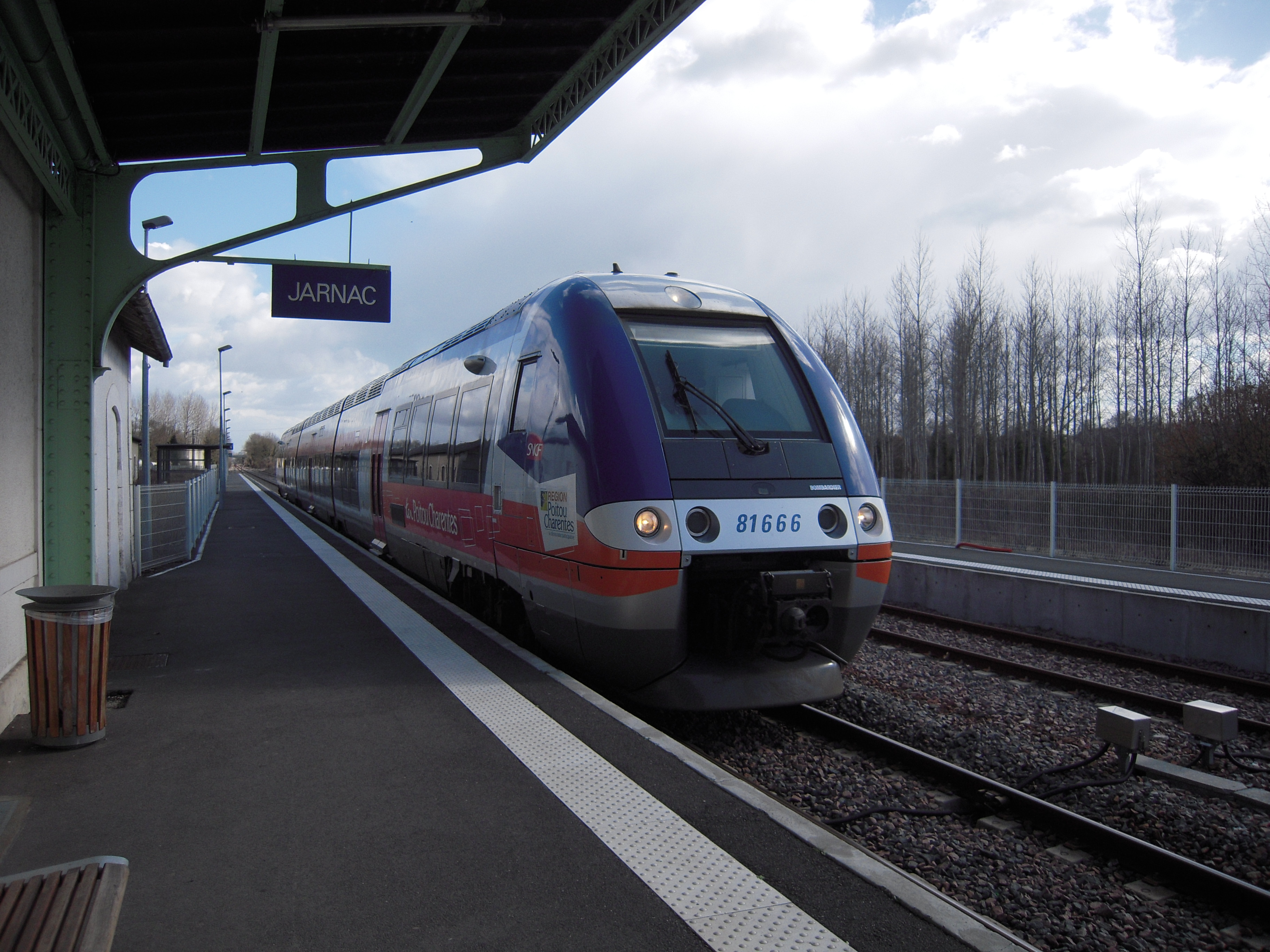
Un B 81500 en livrée TER Poitou-Charente
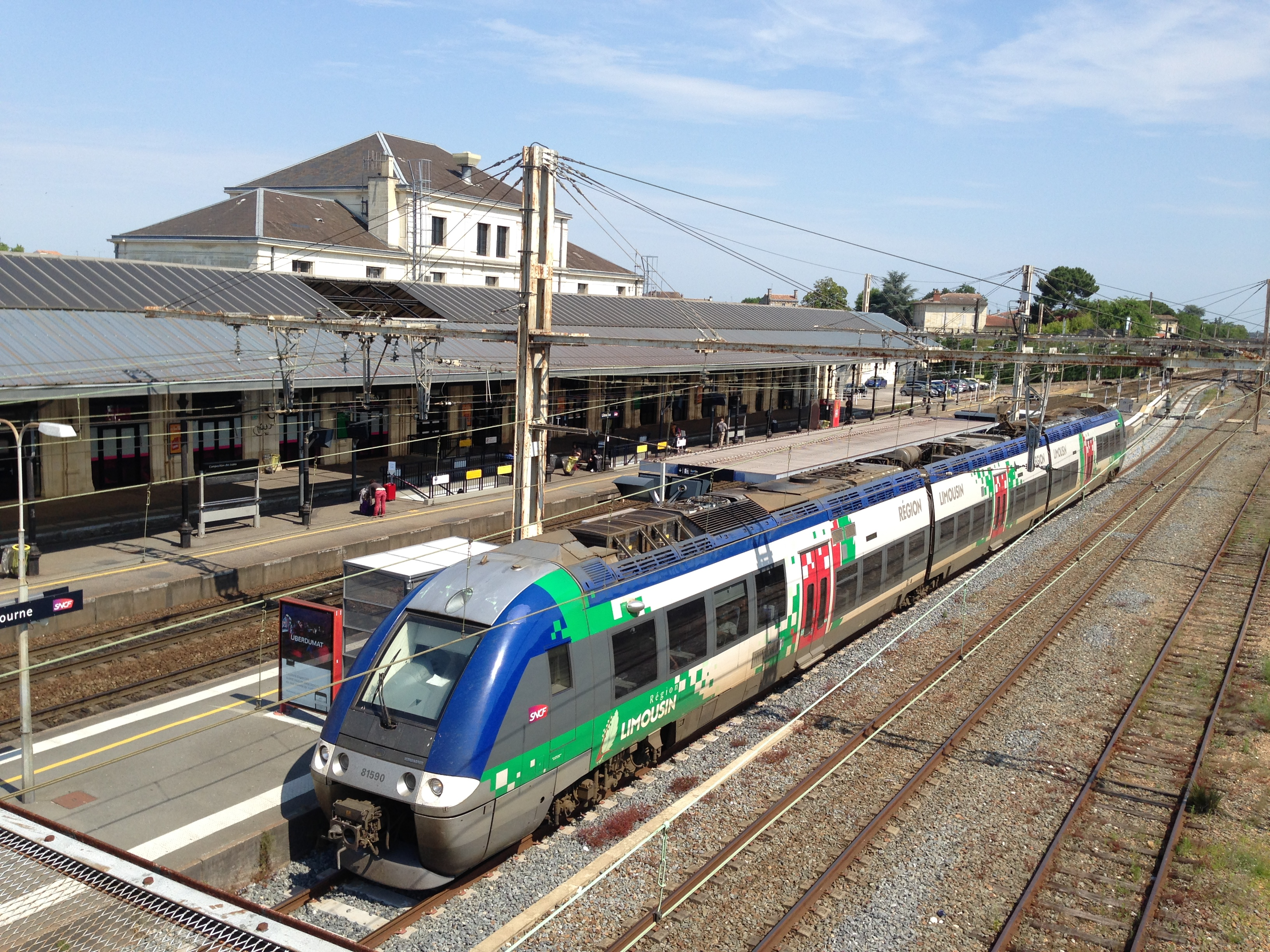
Un AGC en livrée TER Limousin
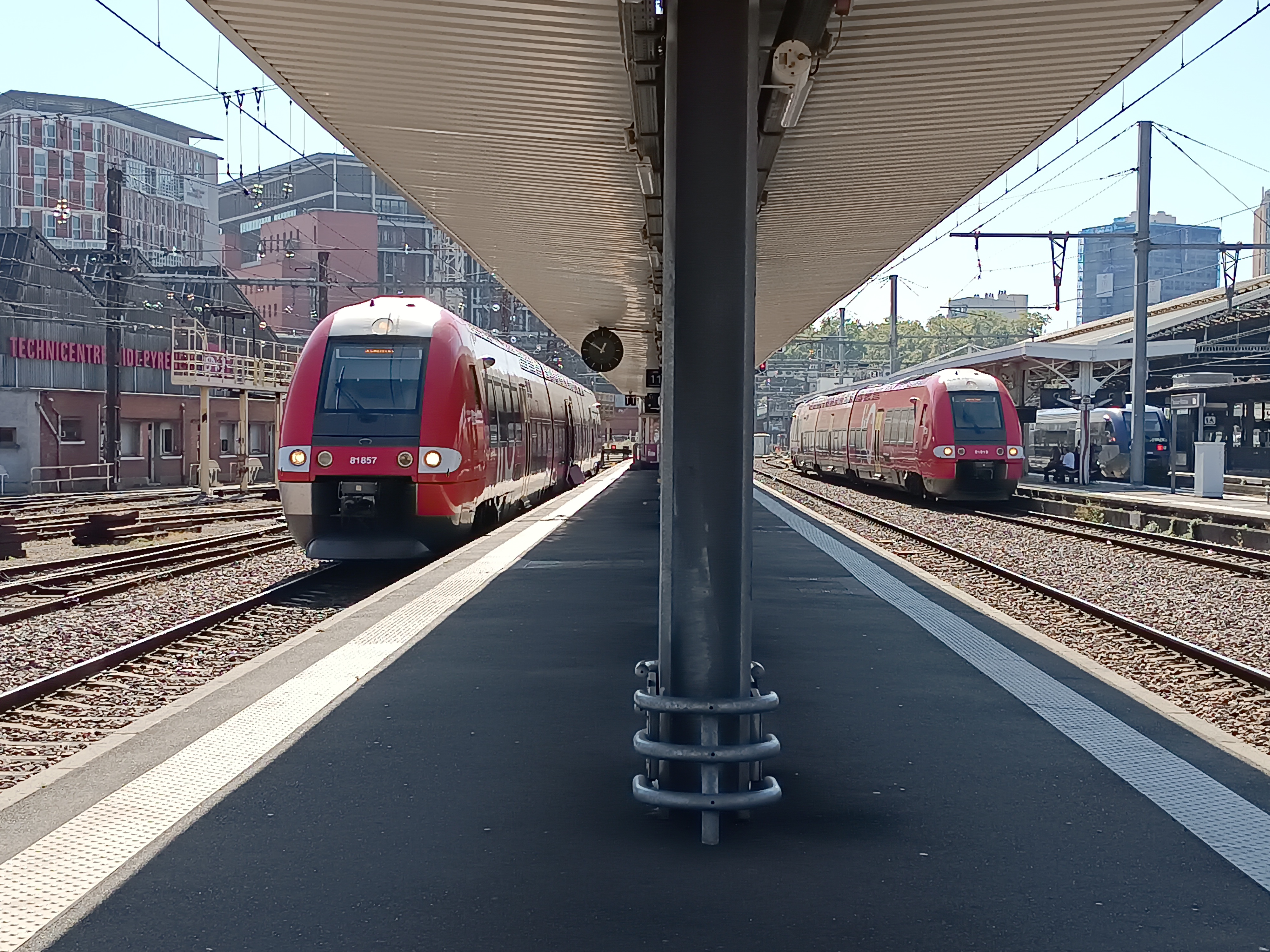
Deux AGC en livrée liO (TER Occitanie) en gare de Toulouse-Matabiau
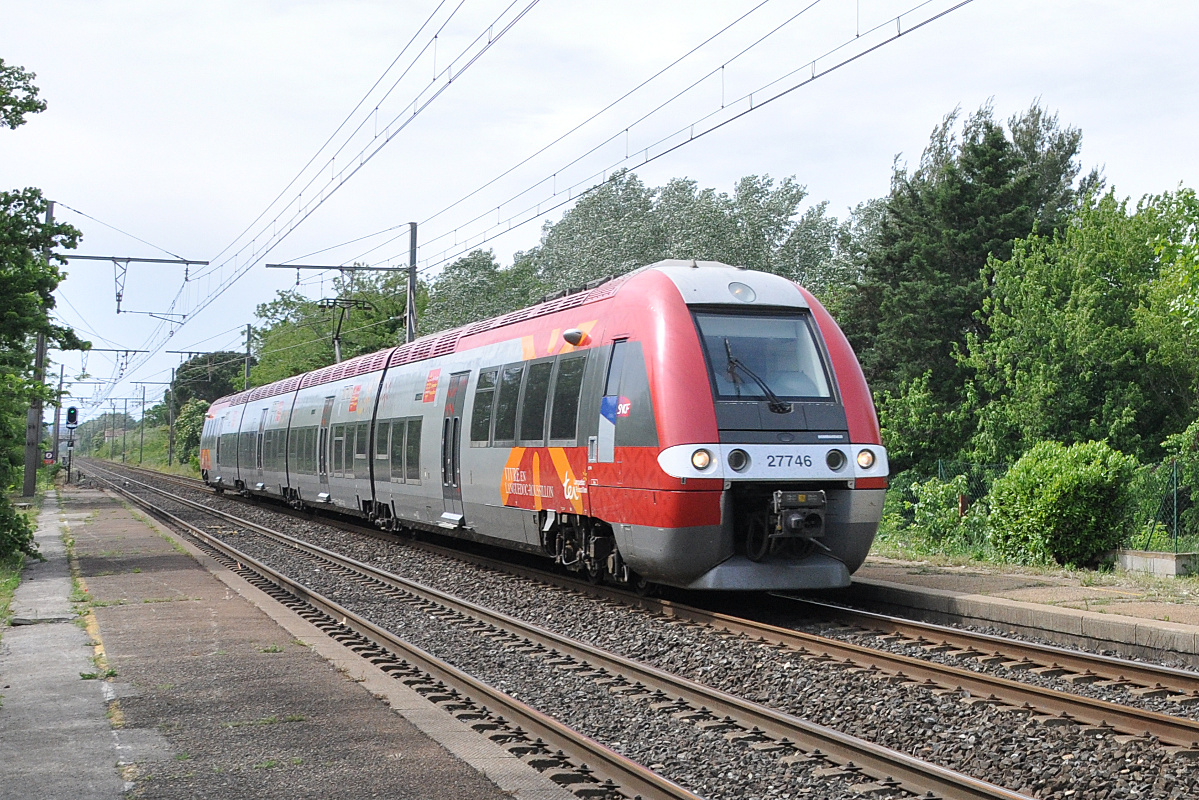
Un Z 27500 en livrée TER Languedoc-Roussillon
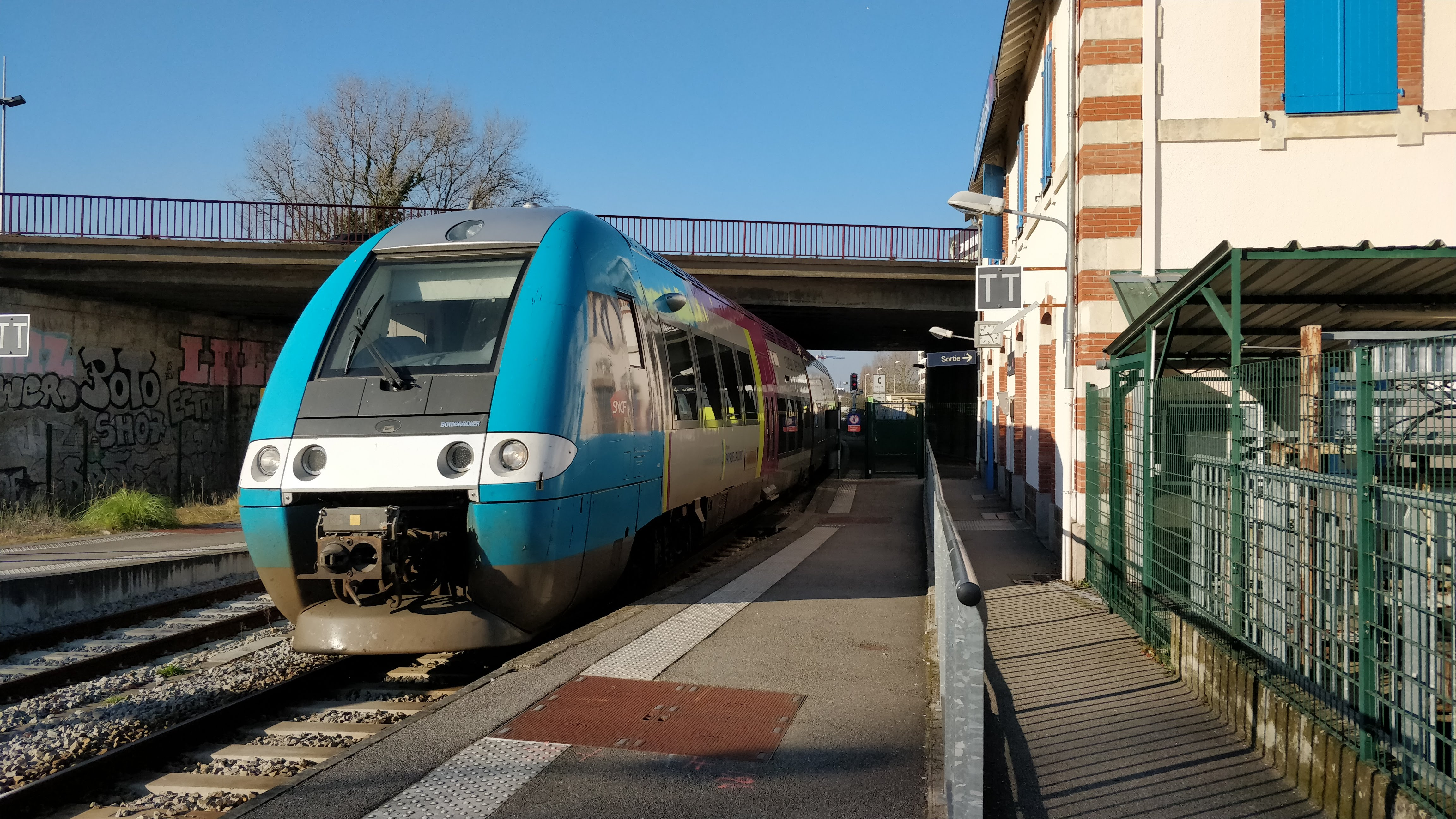
Un AGC en livrée TER Pays de la Loire en gare de Rezé-Pont-Rousseau
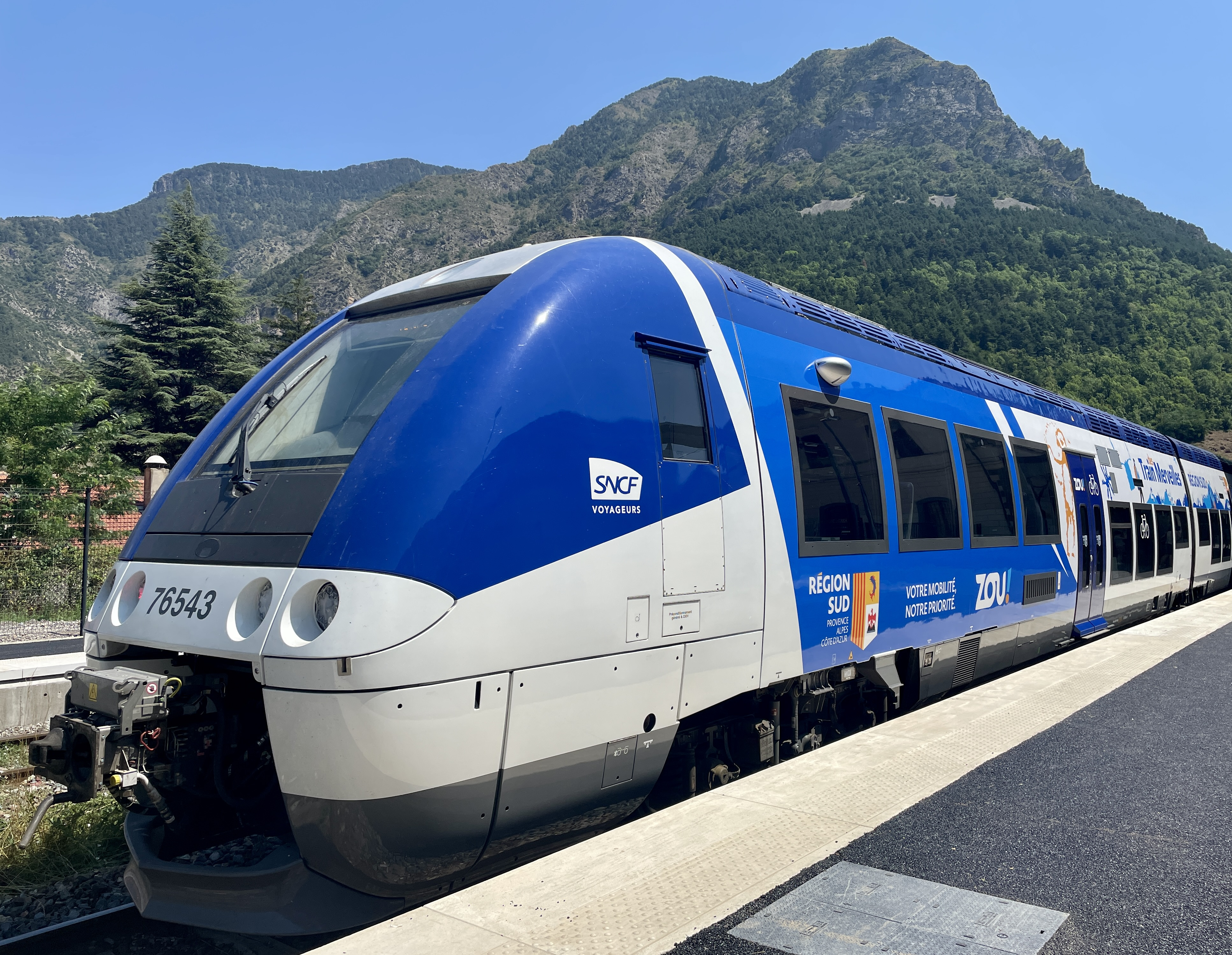
Un AGC en livrée ZOU ! à Tende en 2024
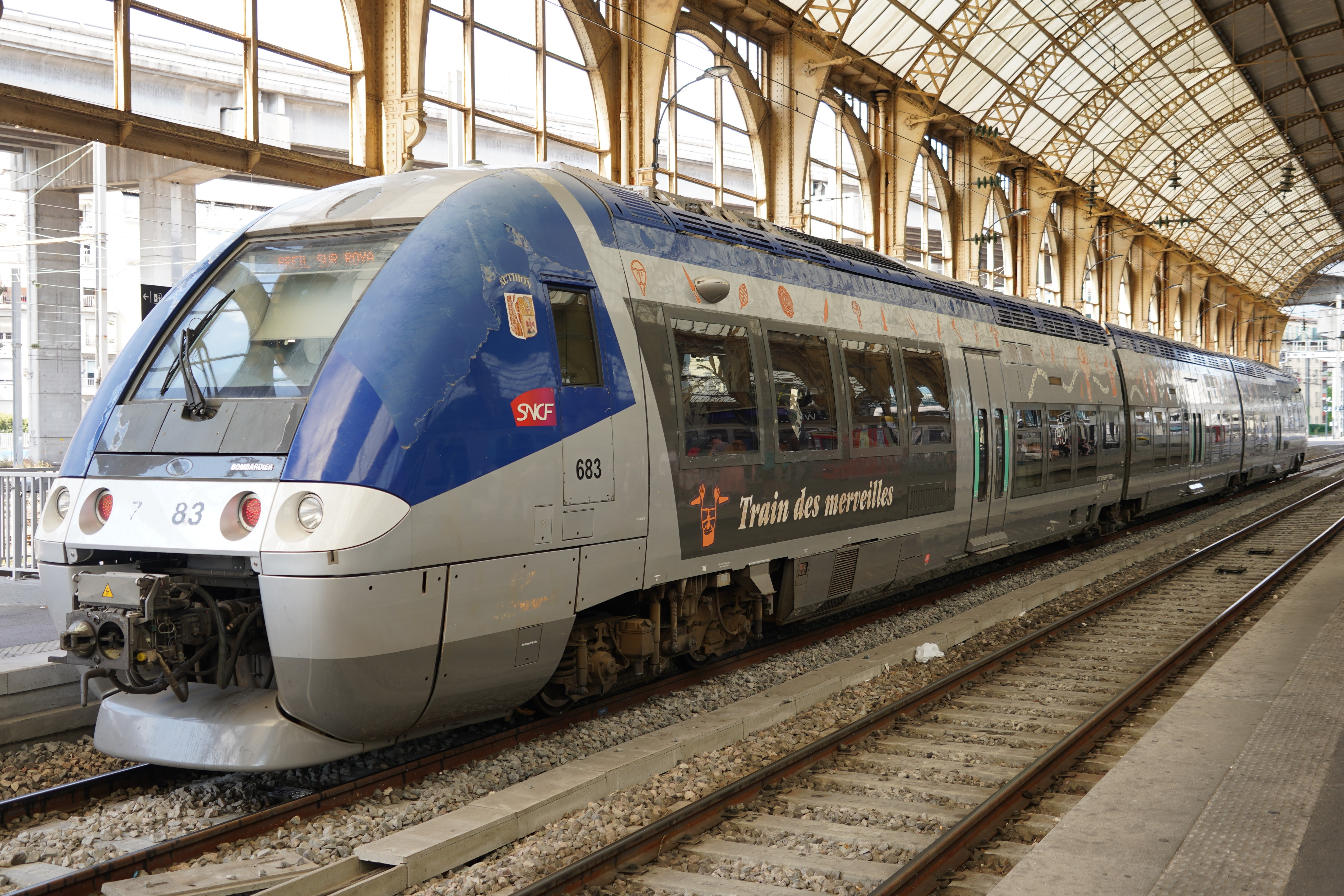
Un X 76500 en livrée Train des Merveilles (ligne Nice - Tende) en gare de Nice-Ville
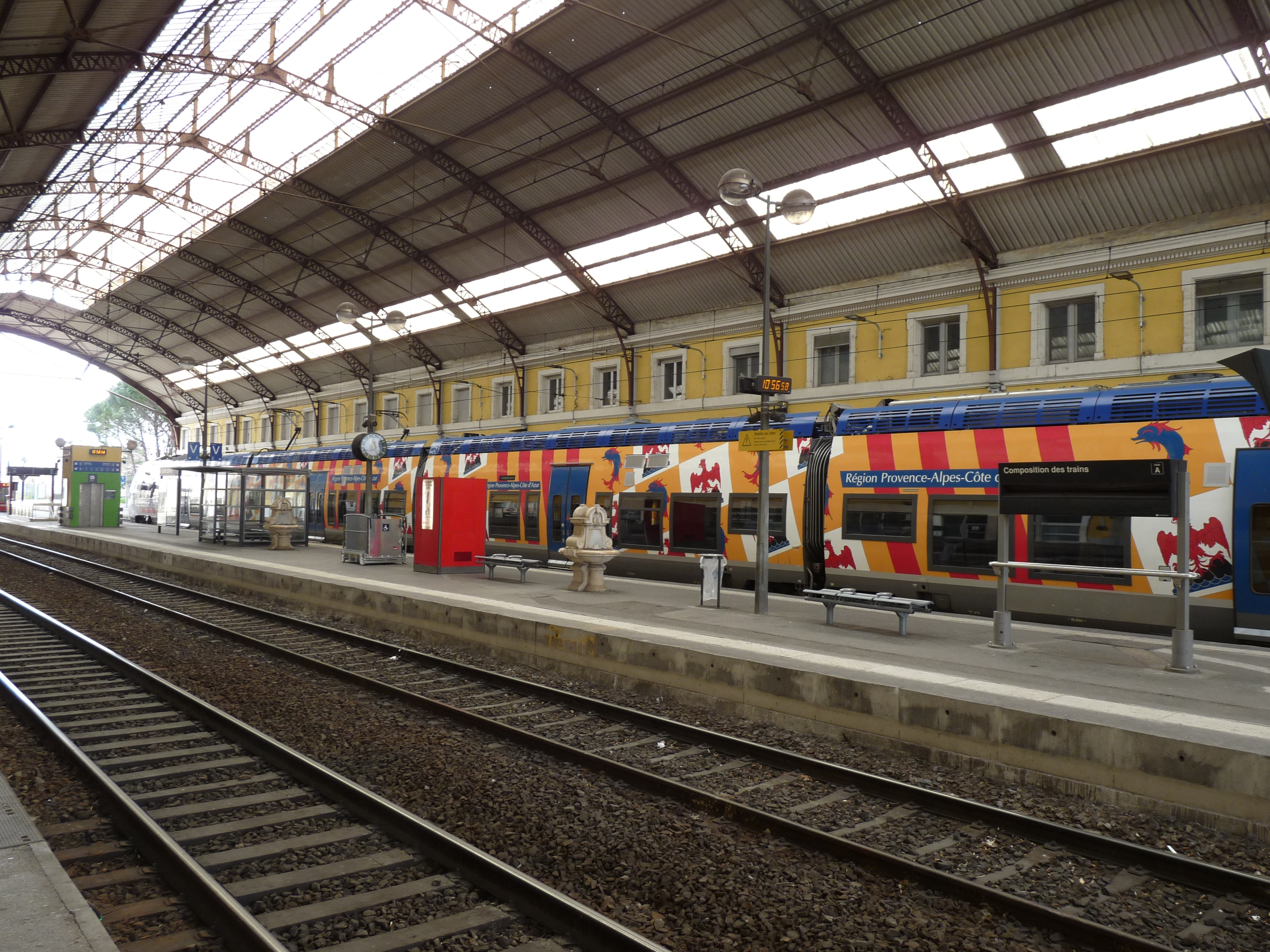
Un AGC en livrée PACA en gare d'Avignon en 2017